# Оптичка аберација
Оптичка аберација (од латинског aberrare - лутати, одступати, грешити) је грешкa у формирању оптичке слике. Као појава, везана је за оптичка својства површина и елемената склопа за стварање оптичке слике, али у ширем оквиру укључује и утицај механичких и температурних чинилаца на оптичке површине, или на оптички пут светлосних таласа унутар и изван оптичког склопа. Познавање аберација, њихових узрока и особина, је неопходан услов за постизање високог нивоа каквоће оптичке слике.

## Вид испољавања аберације
У зависности од оптичког оквира који се користи, присуство аберације се може изразити на три начина:
- као поремећај оптичких зрака
- као грешка таласног фронта, и
- као погоршање каквоће оптичке слике

 Сваки од ова три вида испољавања аберације је непосредно повезан са једним од друга два: поремећај зрака са грешком таласног фронта, а грешка таласног фронта са погоршањем каквоће оптичке слике. Слика десно приказује порекло оптичке аберације и видове њеног испољавања (на примеру сферне аберације).
 
Два геометријска својства простирања светлости, зраци и таласни фронт, су непосредно повезана. Зраци су нормале на таласни фронт, тако да једно друго условљавају и одређују. Сабирни сноп светлости је без аберација ако се сви његови зраци сабирају у једну тачку, тзв. фокус или жижу. У том случају, одговарајући облик таласног фронта је сферни, са центром закривљености у сабирној тачки. Уколико се зраци не сабирају у једној тачки, то неминовно значи и да таласни фронт није сферног облика. Одступање оптичких зрака од заједнчке тачке је поремећај правца (аберација) зрака, док је одступање таласног фронта од сферног грешка (аберација) таласног фронта.
Одступање таласног фронта од сферног, са своје стране, има за последицу да таласи из различитих тачака таласног фронта више не преваљују исту дужину пута до тачке жиже, што доводи до тога да се они више не срећу у истој фази. Тиме је фаза таласа у тачки жиже - а тиме и распоред енергије у слици тачке, тј. каквоћа оптичке слике - непосредно повезана са грешком таласног фронта.

### Поремећај оптичких зрака
Аберација оптичких зрака је одступање зрака од тачке жиже. Ово одступање има два вида: уздужну, или лонгитудиналну аберацију, и попречну, или трансверзну аберацију. Слика доле приказује пресек сабирног снопа зрака без аберација (1), у присуству сферне аберације (2), и у присуству коме (претежно) и астигматизма (3; ради јасноће, аберације су много веће него у стварности).

#### Уздужна аберација зрака
Уздужна аберација је размак између тачке жиже и тачке пресека произвољног зрака са главним (средишњом) зраком. Највећи размак представља величину уздужне аберације за дати склоп и даљину предмета посматрања.

#### Попречна аберација зрака
Попречна, или трансверзна аберација је размак између тачке пресека произвољног и главног зрака у равни оптичке слике. Највећи размак представља величину попречне аберације за дати склоп и даљину предмета посматрања. Попречна аберација може да се изрази као линеарни, или као угаони размак.

#### Односна тачка: Гаусова и најбоља жижа
Тачка у односу на коју се одређује аберација оптичког зрака зове се односна тачка, или односна жижа. Та тачка је истовремено средиште закривљености сфере - тзв. односне или поредбене сфере - у односу на коју се мери грешка таласног фронта.
За класичне примарне аберације односна тачка је Гаусова жижа, тј. жижа доосних зрака. У одсуству аберација, и сви остали зраци секу се у овој тачки. У присуству аберација, раван у којој је расипање зрака најмање може да одступа од равни Гаусове жиже. Одговарајућа тачка у овом случају је тачка - или жижа - најмање геометријске аберације.

### Грешка таласног фронта
Аберација или грешка таласног фронта је, у свом основном врх-дно (В-Д) облику, разлика у дужини оптичког пута између два зрака за које је та разлика највећа. Грешка таласног фронта одређена је одступањем његовог облика од односне сфере. У одсуству аберација, односна сфера има средиште закривљеност у тачки Гаусове жиже, и поклапа се са таласним фронтом. У присуству аберација, слично као у случају зрака, средиште закривљености односне сфере за коју је грешка таласног фронта најмања је по правилу у тачки пазличитој од Гаусове жиже. Ова тачка може и не мора се да поклапа са жижом за коју је расипање зрака најмање.
 Слика десно приказује таласни фронт у односу на Гаусовску (тј. са средиштем закривљености у Гаусовој жижи) и најбољу поредбену сферу (са средиштем закривљености у најбољој жижи), за примарну сферну аберацију и кому. у оба случаја, најбоља жижа је у центру закривљености најбоље поредбене сфере, која у случају сферне аберације има различит полупречник закривљености, а у случају коме је нагнута у односу на Гаусову сферу (оба таласна фронта су приказана у пресеку са тангенцијалном равни; сферна аберација, будући обртно симетрична, има исти пресек у свакој другој обртној равни, док се у случају коме одступање постепено смањује до нуле у пресеку са сагиталном равни, која је нормална на тангенцијалну).
Одступање таласног фронта од поредбене сфере се по правилу приказује са поредбеном сфером датом као права линија. У случају сферне аберације В-Д грешка таласног фронта је четири пута мања у односу на најбољу поредбенз сферу него на сферу Гаусове жиже, и три пута мања у случају коме.
Грешка таласног фронта се по правилу прорачунава у излазном отвору оптичког склопа. Он је за то предодређен својством да зраци који се сабирају у слику тачке изгледају као да долазе из излазног отвора: ивични зраци у геометријској пројекцији долазе са ивица излазног отвора, и главни зрак долази из његовог средишта. Пошто се грешка таласног фронта засниве на разлици оптичког пута између главног и осталих зрака, ово одступање се израчунава у односу на пут главног зрака од средишта излазног отвора до тачке жиже. Другим речима, сфера у оптичком отвору чије је средиште закривљености у тачки жиже је односна, или поредбена сфера према којој се одређује грешка таласног фронта.

### Веза аберације зрака и таласног фронта
По самој дефиницији таласног фронта као замишљене површине сачињене од тачака чији је оптички пут од извора - мерен путањом простирања зрака - једнак, оптички зраци и таласни фронт су не само непосредно повезани, него и непосредно једно другим условљени. Пошто су зраци нормале на таласни фронт, постоји непосредна веза између грешке таласног фронта и величине попречне (трансверзне) аберације.
Такође, за било који дати облик таласног фронта, распоред шеме расипања зрака остаје непромењен, само се њена величина мења сразмерно величини В-Д грешке таласног фронта.

#### Грешка таласног фронта и трансверзна аберација зрака
Веза између грешке таласног фронта W у равни излазног отвора, и величине трансверзне аберације t у равни слике, заснива се на особини зрака да остаје нормалан на површину таласног фронта. Сагласно томе, координате зрака пројектованог са таласног фронта изобличеног аберацијом, у равни Гаусове жиже, и у односу на њу, дате су са:
```
                     

  

    

      

        

          
x

          

            
i

          

        

        
=

        

          

            
L

            
n

          

        

        

          

            

              
∂

              
W

            

            

              
∂

              
x

            

          

        

        
,

        

        

          
y

          

            
i

          

        

        
=

        

          

            
L

            
n

          

        

        

          

            

              
∂

              
W

            

            

              
∂

              
y

            

          

        

      

    

    
{\displaystyle x_{i}={\frac {L}{n}}{\frac {\partial W}{\partial x}},\qquad y_{i}={\frac {L}{n}}{\frac {\partial W}{\partial y}}}

  

      (1)
```

где су xi и yi координате тачке у равни слике, x и y координате тачке на таласном фронту у оптичком отвору, L је дужина између тачке таласног фронта и тачке у равни слике кроз коју пролази зрак пројектован из тачке таласног фронта (у случају телескопа једнака жижној даљини), n је индекс преламања средине у којој се ствара слика, и (∂W/∂r) је промена одступање таласног фронта од савршеног (∂W) за дату промену у раздаљини од почетне до дате тачке (∂r). У случају обртно симетричног изобличења таласног фронта, промена величине попречне аберација је иста дуж било којег његовог полупречника (тј. за било који угао отвора). У случају асиметричног изобличења таласног фронта, величина аберације се такође мења у зависности од оријентације полупречника.
 Слика десно приказује принцип зависности попречне аберације (y') од односа промене у грешки таласног (∂W) фронта према промени висине тачке (y) таласног фронта. Услед одступања таласног фронта од поредбене сфере, зрак из тачке 1 пресеца раван слике на удаљености сразмерној - у блиској апроксимацији - L/y. Промена грешке таласног фронта око тачке 2 је занемарљиво мала, те не производи попречну аберацију зрака, док је промена од тачке 3 до ивице таласног фронта слична по величини промени у тачки 2, али пошто је у односу на знатно мању промену у висини тачке, промена нагиба таласног фронта и њиме непосредно проузрокована попречна аберацијеа зрака су такође сразмерно већи (разлике између таласног фронта и поредбене сфере су много мање у стварности, што чини апроксимацију врло блиском тачним вредностима).
За било коју тачку таласног фронта у равни излазног отвора, чији је положај одређен поларним координатама (раздаљина r од почетне тачке, и угао θ у односу на вертикалу), размак између тачака два зрака пројектована из ове две тачке таласног фронта у равни слике је:
```
                              

  

    

      

        
t

        
=

        

          

            

              
x

              

                
2

              

            

            
+

            

              
y

              

                
2

              

            

          

        

      

    

    
{\displaystyle t={\sqrt {x^{2}+y^{2}}}}

  

      (2)
```

где су x и y координате друге у односу на прву тачку у равнии слике, дате са:
```
 

  

    

      

        
x

        
=

        

          

            
L

            
n

          

        

        

          
(

          

            
c

            
o

            
s

            
θ

            

              

                

                  
∂

                  
W

                

                

                  
∂

                  
r

                

              

            

            
−

            

              

                

                  
s

                  
i

                  
n

                  
θ

                

                
r

              

            

            

              

                

                  
∂

                  
W

                

                

                  
∂

                  
θ

                

              

            

          

          
)

        

        
,

        

        
y

        
=

        

          

            
L

            
n

          

        

        

          
(

          

            
s

            
i

            
n

            
θ

            

              

                

                  
∂

                  
W

                

                

                  
∂

                  
r

                

              

            

            
−

            

              

                

                  
c

                  
o

                  
s

                  
θ

                

                
r

              

            

            

              

                

                  
∂

                  
W

                

                

                  
∂

                  
θ

                

              

            

          

          
)

        

      

    

    
{\displaystyle x={\frac {L}{n}}\left(cos\theta {\frac {\partial W}{\partial r}}-{\frac {sin\theta }{r}}{\frac {\partial W}{\partial \theta }}\right),\qquad y={\frac {L}{n}}\left(sin\theta {\frac {\partial W}{\partial r}}-{\frac {cos\theta }{r}}{\frac {\partial W}{\partial \theta }}\right)}

  

    (3)
```

За радијално симетричну аберацију, као сферна или дефокус, трансверзна аберација за две тачке таласног фронта је:
```
                           

  

    

      

        
t

        
=

        

          

            
L

            
n

          

        

        

          

            

              
∂

              
W

            

            

              
∂

              
r

            

          

        

      

    

    
{\displaystyle t={\frac {L}{n}}{\frac {\partial W}{\partial r}}}

  

      (4)
```

за било коју оријентацију полупречника оптичког отвора.

#### Таласни фронт и шема расејања зрака
Пошто је трансверзна аберација сразмерна одступању таласног фронта, пречник шеме расејања зрака за дато изобличење таласног фронта је сразмеран В-Д грешки (пошто је однос између В-Д и РМС грешке за дато изобличење сталан, он је такође сразмеран РМС грешки). Пречник шеме расејања зрака за дату В-Д грешку зависи од особина изобличења таласног фронта: његовог облика, распрострањености и положаја на таласном фронту, што значи да се мења од једне аберације до друге. За класичне аберације, на пример, пречник шеме расејања зрака за сферну аберацију, кому и астигматизам у најбољој жижи је у односу 32:9:4 или, за јединични пречник расејања зрака за сферну аберацију, 1:0.28:0.125, у истом редоследу.

### Погоршање каквоће оптичке слике
У одсуству аберација, физичка тј. стварна слика тачке има облик савршене дифракционе слике тачке, у којој је расипање енергије најмање, проузроковано само дифракцијом граничног отвора оптичког склопа. У том случају, њен положај се поклапа са Гаусовом жижом. У случају уобичајеног кружног отвора (без заклона), слика тачке је савршенa Ери(јева) дифракциона слика (енг. Airy diffraction pattern), најсјајнја у кружном средишту, окруженом наизменичним тамним и сјајним прстеновима опадајуће јачине.
У присуству аберација ова слика се мења: у начелу, ниво енергије се смањује у средишњем делу, а повећава у прстеновима. У случају обртно симетричних аберација, изглед слике тачке се мења, али остаје обртно симетричан, док у случају асиметричних аберација и сама слика тачке постаје асиметрична. Слично као код аберација зрака и таласног фронта, жижа у којој је расипање енергије најмање се не поклапа са Гаусовом жижом. За сразмерно мале грешке таласног фронта, поклапа се са жижом за коју је грешка таласног фронта најмања. Најбоља жижа у овом случају је тзв. дифракциона жижа, у којој је средишња јачина дифракционе слике највиша.

## Дејство аберација
Дејство аберација изражава се различито за три различита вида аберације: зрака, таласног фронта и слике тачке. Ово се односи на аберације слике тачке. У случају аберација положаја слике тачке се, као што само име каже, ради само о грешци у положају слике тачке у односу на положај у савршеној слици; сама слика тачке није погођена овим аберацијама.
Дејство аберација на оптичке зраке огледа се у поремећају путања зрака, тј. скретању путања са правца који води према жижи. У случају таласног фронта, дејство аберација се огледа у одступању облика таласног фронта од савршеног сферног, и у случају физичке слике тачке, у промени распореда енергије, тј. промени изгледа слике у односу на дифракциону слику тачке без аберација.

### Геометријска слика тачке
Пошто је геометријска слика тачке - тзв. Гаусова жижа - тачка која је центар закривљености сфере којој припада Гаусовски таласн фронт, и у којој се састају зраци пројектовани као нормале на површину сферног таласног фронта, било какво одступање облика таласног фронта од сферног има за последицу одступање зрака који долазе пројектовани са изобличених делова таласног фронта од средишње тачке, тј. Гаусове жиже. Геометрјска слика тачке више није тачка, него је представљена скупом расутих тачака  у равни слике, званом шема расипања зрака. Последица аберацја на геометријску слику тачке је, дакле, расипање зрака из тачке Гаусове жиже у рој тачака зрака.
 Слика десно даје примере расејања зрака за примарну сферну аберацију, кому и астигматизам. У сва три случаја РМС грешка таласног фронта је 0.0745λ, са одговарајућом вредношћу Стрел рациа од 0,80, што представља општу границу за тзв. "ограничен дифракцијом" ниво оптичке каквоће. Мада упоредиве по дејству на каквоћу слике, ове три аберације имају врло различите шеме расејања зрака, како у величини тако и у распореду.
Изглед шеме расејања зрака у извесној мери зависи и од распореда мерних тачака на таласном фронту у излазном отвору склопа. Квадратна решетка (горе лево) је уобичајена јер је погодна за дифракционе прорачуне (нпр. за прорачун функције ширења тачке, заокружене енергије, или функције оптичког преноса), али у случају шеме расејања зрака не представља верно природу аберације, нарочито оних које имају неки облик обртне симетрије. У сва три случаја расејање зрака је боље описано ако је распоред мерних тачака у облику кружне концентричне решетке (доле), тзв. рециполарне, или хексаполарне решетке, у којој сваки следећи круг има шест тачака више од претходног. Шеме расипања зрака у оба случаја имају око 600 зрака (приказане решетке имају мањи број тачака од оних коришћених од стране оптичког програма).

### Физичка слика тачке
Физичка слика тачке у одсуству аберација је представљена Еријевом дифракционом сликом тачке (за кружни оптички отвор). Ова слика се састоји од сјајног средишњег диска окруженог концентричним наизменичним тамним и сјајним прстеновима, где јачина сјајних прстенова нагло опада са удаљавањем од средишта слике. У присуству аберација, део укупне енергије у централном диску се смањује, а разлика - по принципу очувања енергије - се преноси у тамне и сјајне прстенове. У начелу, енергија која чини слику тачке се шири, што снижава каквоћу оптичке слике. У зависности од аберације и њене величне, сам облик слике тачке може бити у мањој или већој мери промењен.
 Слика десно приказује симулацију физичке тј. дифракционе слике тачке без присуства аберација, као и за исте три аберације из слике 5, на истом нивоу грешке таласног фронта од 0.0745λ РМС. Облик ширења енергије из централног диска може - у случају сферне аберације и коме - али не мора (астигматизам) да буде сличан облику расејања зрака. Као и у случају шеме расејања зрака, сферна аберација и астигматизам су приказани у најбољем фокусу (најбољи фокус за кому захтева помак по усправној средишњој оси, тј. нагнуту поредбену сферу чији је центар на 1/6 висине шеме расејаља зрака од зашиљеног врха геометријске слике, последица помака целокупне енергије физичке слике тачке у том правцу).

### Проширена слика
У случају проширене слике, тј. слике површине која се састоји од великог броја тачкастих извора светлости, где се њихове слике преклапају у проширеној слици, последице присуства аберација може бити изобличење слике у односу на предмет, у ком случају се ради о закривњености поља или о изобличењу (дисторзији) слике. Ово изобличење на исти начин погађа и геометријску и физичку слику.
У случају физичке слике, која се састоји од слика тачака предмета, ширење енергије у слици тачке изазвано аберацијама узрокује губљење оштрине линија које оивичавају како целокупну површну тако и делова различитог нивоа сјаја и/или боја унутар ње. Ако је овакав део слике довољно мали, и аберација довољно велика, он може да постане знатно мање видљив, или да се потпуно изгуби.
Слика десно приказује дејство дифракције и аберација на каквоћу оптичке слике. Прва слика (лево) преставља предмет посматрања у идеализованом случају да се сваки тачкаст извор светлости на њему види као тачка (у стварности је то немогуће због дифракције светлости, која шири слику тачке у светлу мрљу у било ком оптичком склопу са отвором, укључујући око). Слика у средини је мање оштра због дејства дифракције, мада су аберације одсутне. Трећа слика показује додатни губитак оштрине, као и најмањих детаља, због присуства аберација.
 Уз губитак оштрине слике, висок ниво аберација може да произведе промене у изгледу њених делова, или чак и изобличење целокупне слике. Слика десно показује како висок ниво аберација мења изглед Сименсове звезде (енг. Siemens star, једно од уобичајених средстава за оптичке тестове). Расута енергија у слици звезде затамњује позадину, док увећан средишњи део слике тачке узрокује изобличење углова. У случају коме, асиметрична слика тачке доводи до закривљавања правих линија које су под одређеним углом у односу на слику тачке.
У свакој слици звезде са аберацијама видљиво је тзв. обртање контраста (енг. contrast reversal), где тамне површине објекта постају светле у слици, и обрнуто, док се за линије у прелазном распону ширина контраст потпуно губи. Испод су симулације физичке слике тачке за дате примере (у истој размери међусобно, али многоструко увећане у односу на слику звезде).

### Мерила дејства аберација
У начелу, циљ мерила дејства аберација је да одреди ниво аберација који је прихватљив са становишта последица на каквоћу оптичке слике. Пошто су разлике у овом нивоу значајне, како у зависности од намене, тако и у зависности од самог предмета посматрања, било које опште мерило је неминовно само приближно разграничење између задовољавајућег и недовољног нивоа.
Основна мерила за дејства једнобојних (монохроматских) аберација на каквоћу слике су Рејлијево мерило, Ери диск мерило, Данжа-Куде мерило, Марешалово мерило, и ниво аберација познат као "ограничен дифракцијом".
У погледу хроматских аберација, постоје старија мерила за најмањи F/D рацио (фокални рацио према пречнику отвора) за уобичајен дублет ахромат (тј. дублет направљен од обичног краун и флинт стакла), као Конрадијево и Сидвиково мерило. Савремено, опште мерило дејства хроматских аберација дата је вишебојним (полихроматским) Стрел рациом.

#### Рејлијево мерило (Rayleigh criterion)
Прво мерило дејства аберација на каквоћу оптичке слике поставио је чувени британски физичар Рејли (John William Strutt, 3rd Baron Rayleigh) у 1878 години. Проучавајући последице присуства аберација на распоред енергије у слици тачке, закључио је да је утицај аберација у начелу занемарљив ако је разлика у оптичком путу - тј. врх-дно (В-Д) грешка таласног фронта - мања од 1/4 таласа (0,25λ). Каснија истраживања и прорачуни показали су да је ово правило само приближно, јер разлике у дејству различитих аберација на овом нивоу одступања могу бити значајне, али је оно и данас присутно као прво, једноставно мерило прихватљивог нивоа аберација.
 На слици десно су примери изобличења таласног фронта који би по Рејлијевом мерилу били на граници прихватљивог. Док је у случају прва два облика изобличења, дефокуса и примарне сферне аберације, оваква оцена у складу са данашњим општим мерилом највећег прихватљивог нивоа аберација, тј. за Стрел рацио не мањи од 0,80, у случају друга два облика знатно већа грешка би била допуштена.
Ову вредност Стрел рациа кома (3) би произвела на нивоу од 0.42λ, док би грешка која погађа само мали део таласног фронта (на пример, изобличење изазвано струјањем ваздуха у телескопској цеви, 4), могла бити и знатно већа.
У начелу, Рејлијево мерило је макар приближно тачно у случају изобличења која погађају већи део таласног фронта, док је за она која погађају сразмерно мали део његове површине неупотребљив. Додатно ограничење је да ово мерило не узима у обзир величину и учесталост малих одступања таласног фронта - тзв. храпавост таласног фронта - која може значајно да снизи каквоћу оптичке слике.

#### Ери диск мерило (Airy disc criterion)
Међу првим мерама за дејство аберација било је поређење пречника расејања зрака у односу на Ери диск. Мерило је дошло у употребу пошто је Ери у 1834. математички описао дифракциону слику тачке, у ком је средишњи круг одређен првом минимом по њему назван Ери диск. Изворно је ова мера коришћена у току прорачуна оптичких склопова, како за оцену нивоа каквоће слике у току стварања склопа, тако и за ниво каквоће завршеног склопа. Према овом мерилу, склоп је "ограничен дифракцијом" ако је расипање зрака мање од Ери диска, где "ограничен дифракцијом" подразумева да оптичка каквоћа слике склопа није значајно умањена у односу на склоп без аберација, тј. најбољу могућу слику.
Мада је због своје једноставности врло распрострањено, ово мерило је само грубо приближно, јер разлике у пречнику расипања зрака за ниво аберације који има упоредиво дејство на каквоћу слике могу да буду значајне. На пример, за ниво аберације који снижава средишњу јачину слике тачке за 20%, пречник расипања зрака у случају примарне сферне аберације је преко два пута већи него у случају коме, и преко пет пута већи него у случају астигматизма. У случају сферне аберације, пречник расипања зрака на овом нивоу аберације је 3,6 пута већи од пречника Ери диска, у случају коме 1,6 пута, док је у случају астигматизма прелник расипања зрака свега 0,6 пречника Ери диска (за сферну аберацију и астигматизам, за пречник расипања у равни најбоље жиже).
 Слика десно приказује ову неуједначеност на граничном нивоу мерила за дефокус и три класичне аберације слике тачке, сферну аберацију, кому и астигматизам (црни круг представља Ери диск). Знатне разлике постоје и у величини В-Д грешке таласног фронта (на слици P-V, од енглеског peak-to-valley), и у величини меродавније РМС грешке. Чак и за две аберације чија је шема расејања зрака практично иста - дефокус и астигматизам - разлика у РМС грешки је знатна, 0,082λ према 0,119λ.

#### Данжа-Куде мерило (Danjon-Couder criterion)
С циљем да се дође до тачнијег мерила дејства аберација, француски астрономи Данжа (André-Louis Danjon, 1890-1967) и Куде (André Couder, 1897-1979) постављају мерило за прихватљив ниво аберација, познат као Данжа-Куде мерило, које се састоји од два захтева, у основи претходна два мерила заједно: (1) расејање зрака не веће од Ери диска, и (2) В-Д грешка таласног фронта не већа од 1/4 таласа. Мада нешто поузданје од претходна два, углавном због додатних захтева да површина таласног фронта буде равномерна, и да је грешка за највећи део ње битно мања од 1/4 таласа, и ово мерило је само приближно, јер је још увек могуће да два различита таласна фронта који задовољавају ове услове производе оптичку слику са значајном разликом у каквоћи слике.

#### Марешалово мерило (Maréchal criterion)
Прво мерило изведено непосредно из дифракционог прорачуна промене распореда енергије слике тачке због дејства аберација установио је француски научник Марешал (André Maréchal, 1916-2007) у 1947. По њему, каквоћа оптичке слике је добра ако РМС грешка таласног фронта не прелази 1/14 таласа, тј. ако Стрел рацио није нижи од 0,81.

#### "Ограничен дифракцијом"
Назив "ограничен дифракцијом" је данас уобичајен за ниво аберација за који је Стрел рацио 0,80 или већи, што подразумева РМС грешку таласног фронта од 0,0745λ (λ је таласна дужина светлости) или мању. Кад и како је ово мерило оптичке каквоће почело да се употребљава није документовано, али данас је у врло широкој употреби.
Стрел рацио од 0,80 одговара λ/4 В-Д грешки таласног фронта примарне сферне аберације, коју је Конради још 1929-те предложио као приближно разграничење између доброг и недовољног нивоа оптичке каквоће. Овај ниво се такође скоро поклапа са Марешаловим мерилом. Назив "ограничен дифракцијом" (енг. diffraction limited) потиче од Абеа (Ernst Karl Abbe, 1840-1905), немачког физичара који га је први користио за ниво оптичке каквоће при ком микроскоп још увек може да раздвоји два тачкаста извора светлости на најмањем растојању за које је то могуће због постојања дифракције светлости (ниво аберација који Абеово мерило дозвољава је, међутим, знатно виши од нивоа одређеног Стрел рациом од 0,80).
У случају хроматских аберација као мера аберације примењује се вишебојни или полихроматски Стрел рацио, који представља просек збира Стрел рациа за поједине боје у оквиру датог распона таласних дужина светлости. Као и за једнобојне аберације, доња граница каквоће у распону који се сматра "ограничен дифракцијом" је 0,80.

#### Конрадијево мерило (хроматска аберација)
Конрадијево (Alexander Eugen Conrady, 1866-1944) мерило је засновано на процењеном прихватљвом нивоу уздужне (лонгитудиналне) хроматске аберације класичног дублета ахромата. Датира из 1929-те, и поставља границу прихватљивог нивоа аберације у виду најмање жижне даљине (ƒ) за дати пречник отвора сочива (D) као ƒ=D2/10.000λ, где је λ таласна дужина светлости. Користећи λ=0.000508мм (0.00002 инча), Конради је дошао до ƒ=D2/5. Ако се обе стране поделе са D, добија се мерило у односу на фокални рацио сочива, F=D/10.000λ, тј.
```
 
F=D/5
```

(за D у милиметрима, пошто је и λ у тој мерној јединци). Мада је Конрадијева намера била да ово мерило означава дејство аберације упоредиво дејству 1/4 таласа сферне аберације (0,80 Стрел), оно, како су каснији, тачнији прорачуни показали, поставља доњу границу на знатно виши ниво, око 0,90 (полихроматски) Стрел.

#### Сидвиково мерило (хроматска аберација)
Четврт века после Конрадија, Сидвик (John Benson Sidgwick, 1916-1958) предлаже нижу доњу границу за ниво уздужне хроматске аберације ахромата, претпостављајући да је граница прихватљивог дефокуса за Фраунхоферове линије C (црвена) и F (плава) због ниже осетљивости ока четири пута већа него за линију највеће осетљивости (насупрот Конрадију, који је претпоставио само два ипо пута већи прихватљив дефокус). Изражено у истом облику, Сидвиково мерило даје као одгодговарајући жижни, или фокални рацио F=D/16.000λ што, користећи λ=0.00055мм даје F=D/8,8 за D у мм. Изворно, Сидвик је, користећи λ=0.0000217 инча, дошао до F=D/0,3472 за D у инчима, што је потом заокружио на:
```
 
F=3D
```

За D у мм, ова најнижа вредност жижног рациа ахромата је D/8.5 (или D/8.8 за тачну вредност F=D/0,3472).
Сидвикова претпоставка се показала тачнија, јер овом мерилу одговара полихроматски Стрел од око 0,80 - на нивоу доње границе распона оптичке каквоће за који се сматра да је "ограничен дифракцијом".

#### 0,80 вишебојни или полихроматски Стрел рацио
Са употребом компјутера, сложени дифракциони прорачуни су постали практично употребљиви као део компјутерских оптичких програма. Ово је омогућило проширење теорије аберација у правцу особина стварне, физичке слике тачке. Као део тога, мерило прихватљвог нивоа хроматских аберација - не само уздужне, него и латералне, као и сферохроматизма - постао је полихроматски (вишебојни) Стрел од 0,80, аналогно једнобојном (монохроматском) Стрел рациу.

### Мере дејства аберација
Мера дејства аберације је извесна одлика оптичке слике која може да се користи у ту сврху. Уобичајена мера дејства аберација у погледу геометријске слике тачке је пречник расејања зрака, док су у погледу физичке слике тачке то Стрел рацио, заокружена енергија и функција оптичког преноса.

#### Пречник расејања зрака
Присуство аберација изазива расејања зрака у равни геометријске оптичке слике. Мада степен расејања за дати ниво погоршања каквоће физичке оптчке слике може бити брло различит од једне до друге аберација, у начелу се оно повећава са повећањем аберације. Сама вредност пречнка расејања не говори много, тако да се по правилу посматра у односу на пречник Ери диска (у случају видне слике), или неке друге упоредне величине (на пример, пречника раздвојне границе детектора, или атмосферског увећања слике звезде).

#### Стрел рацио
Стрел рацио, назван по немачком математичару и астроному Карлу Стрелу (Karl Strehl, 1864-1940), који га је дефинисао крајем 19. века, изражава однос висине енергије у средишту дифракционе слике тачке у присуству аберација, према висини енергије без њих (тј. у односу на висину у случају савршеног сферног таласног фронта). Према томе, вредност рациа се креће у распону од 1 до 0. За низак ниво аберација (испод ~0.15λ РМС), губитак у висини енергије је сразмеран процентуалном губтку енергије из Ери диска, што значи да одражава и енергију која је прешла у тамне и сјајне прстенове дифракционе слике тачке. На тај начин је вредност рациа непосредно везана са дејством аберација на каквоћу оптичке слике. Због своје једноставноси и физичке подлоге, Стрел рацио је у врло широкој употреби како у теоретским радовима тако и у производњи и продаји оптичких склопова.

#### Заокружена енергија
Заокружена енергија представља део укупне енергије слике тачке која је садржана у кругу одређеног полупречника, са средиштем у средишту слике. Често се користи пречник Ери диска, али може бити и било који други. Количина енергије унутар одређеног полупречника израчунава се на основу функције ширења тачке. Заокружена енергија за више разлчитих полупречника даје потпунију слику о распореду енергије - па према томе и о дејству аберација на оптичку слику - него Стрел рацио, али тиме у исто време губи једноставност Стрел рациа.
 На слици десно је приказан граф заокружене енергије (плаво), заједно са одговарајућом функцијом оптичког преноса (црвено), за оптички склоп без аберација, и за склоп са 1/4 таласа сферне аберације. На десној страни су симулације физичке слике тачке за ова два случаја. Полупречник Ери диска без присуства аберација је 1.22λF.
Уквадрирана енергија је слична величина, изузев што се уместо круга користи квадрат. Ова мера је подобнија у случају CCD детектора.

#### Функција оптичког преноса
Функција оптичког преноса (ФОП) изражава пад оштрине (контраста) слике решетке са синусоидним распоредом јачине зрачења за дат ниво аберација, у зависности од ширине решетки. Као таква, разликује се од претходних мера по томе што не мери дејство аберација на слику тачке, него на проширену оптичку слику. Пошто је функција оптичког преноса заснована на функцији ширења тачке (ове две функције такође чине Фуријеов пар), она је повезана са вредношћу Стрел рациа, која је једнака просечном паду контраста за цео распон учесталости функције оптичког преноса, од контраста за бесконачно широке решетке (увек једнак јединици), до ширине решетки при којој контраст пада на нулу, тј. слика решетке се потпуно губи. За разлику од Стрел рациа, који је поуздано мерило само при сразмерно ниском нивоу аберација, ФОП нема таквог ограничења.
 Слика десно приказује граф функције оптичког преноса у уобичајеном облику, са преносом контраста без присуства аберација, и са датим нивоом аберација, у овом случају 1/4 таласа В-Д грешке таласног фронта сферне аберације. Вредност јединичне учесталости је у распону од 0, за бесконачно широке линије, до 1, за ширину линија при којој се контраст међу њима потпуно губи.

## Узроци аберација
Аберације оптичког склопа су последица неколико основних узрока:
- својстава коничних површина
- производних грешака оптичких површина
- неусклађености оптичких елемената
- неуједначености оптичке средине

### Својства коничних површина
Савршене коничне површине - створене обртањем конусног пресека око средишње осе - производе аберације како за тачку слике на средишњој оси (осне аберације, које погађају цело поље слике) тако и за тачке у пољу слике (ваносне аберације, или аберације поља слике). За једну површину, било преломну или одбојну, сферна аберација постоји увек кад предмет слике није у жижи коничног пресека, док аберације поља, као астигматизам и кома, постоје за тачке ван оптичке осе, изузев у случају кад је гранични отвор склопа раздвојен од површине, и на одређеном растојању од ње (изузетак је кома, која није присутна кад је предмет у равни средишта закривљености сферног огледала).
 Слика десно приказује облик коничних површина, у распону од усправног елипсоида, преко сфере, водоравног елипсоида и параболоида, до хиперболоида. Сферне површине су у најширој употреби, нарочито у случају сочива, али модерни оптички склопови често користе једну или више тзв. асферизованих површина - тј. коничне површине различите од сферне - у сврху боље контроле аберација. У начелу, сферне површине је лакше произвести са високом тачношћу него асферизоване површине.

### Производне грешке оптичких површина
Производне грешке оптичких површина могу бити значајан извор аберација.
Одступање општег обклика оптичке површине од предвиђеног, било због погрешног полупречника закривљености, или погрешне коничне константе, доводи до појаве аберација које без тога не би биле присутне. У првом реду то се односи на сферну аберацију али, у зависности од својстава склопа, могућа је и појава, или погоршање и ваносних аберација.
Местимична одступања оптичке површине од савршеног облика такође проузрокују поремећај правца зрака који користе те делове површине, односно проузрокују грешке таласног фронта на њима. Ове грешке су насумичног распореда и могу да буду различитих величина и распрострањености. Посебан вид ове грешке оптичке површине је оптичка храпавост, која прекрива од сразмерно битног дела до целе површине, а у погледу просечне величине одступања креће се од дела таласне дужине до дела нанометра.
Такође, одступање индекса преламања стакла од које је направљен оптички елемент, било у целини или местимично, проузроковаће аберације.

### Неуједначеност оптичке средине
Неуједначеност оптичке средине се односи на разлике у брзини простирања светлости унутар средине, који тиме узрокују изобличења, тј. аберације таласног фронта. Оптичка средина је или оптички материјал од ког је направљен проводни оптички елемент, или ваздух.

#### Неуједначеност оптичког материјала
Неуједначеност оптичког материјала у овом погледу чине разлике у његовој густини унутар оптичког елемента. Ове разлике су једна од могућих производних грешака оптичког материјала. Оне су непосредно изражене неуједначеношћу вредности индекса преламања светлости. Распоред ових неуједначености је најчешће неправилан и насумичан, а сагласно са променом индекса преламања - тј. брзине светлости у различитим деловима материјала - мења се и облик таласног фронта. У зависности од величине неуједначености, оптичко стакло се дели у неколико врста, од оног са најнижим до оног са највишим нивоом неуједначености. У случају оптичког стакла високе каквоће, аберације изазване овим узроком су занемарљиво мале.

#### Температурна неуједначеност ваздуха
У случају ваздуха као оптичке средине, неуједначеност у погледу брзине простирања светлости - тј. индекса преламања ваздуха - су изазване температурним разликама између мањих делова унутар веће запремине. Саме температурне разлике потичу од присуства једног или више чврстих тела која су на различитој температури од температуре ваздуха, што доводи до размене топлотне енергије кроз мање или више неравномерна струјања и вртложења ваздуха. Овакво чврсто тело може бити оптички елемент, или механички део оптичког склопа. У случају оптичких телескопа, овакво тело је, у погледу атмосферских превирања која изобличавају таласни фронт који стиже са небеских тела (тзв. атмосферска грешка таласног фронта) сама Земља.
 Слика десно показује дејство атмосферске грешке таласног фронта на слику тачке у телескопу малог и великог отвора. У првом случају грешка је сразмерно мала, док је у другом слика тачке раширена у много већу површину неуједначеног распореда сјаја, који се непрестано насумично мења. Сјајни делови ове површине (енг. speckle) су по величини и облику грубо слични средишњем врху дифракционе слике тачке. Пречник ове површине - тзв. атмосферске слике звезде - је за дате атмосферске услове приближно сталан; у просечним условима око две лучне секунде.

### Изобличење оптичке површине/елемента
Изобличење оптичке површине услед дејства спољне силе је најчешће узроковано механичким притиском или температурном разликом. Изобличење оптичке површине непосредно узрокује изобличење таласног фронта који она ствара, тј. оптичку аберацију.

#### Температурно изобличење
Температурна изобличења оптичке површине су најчешће проузрокована температурном разликом између оптичког елемента и ваздуха који га окружује, или механичког елемента са којим је у додиру. У првом случају, који је уобичајен у случају оптичких склопова који се преносе из једне средине у другу, различита температура ваздуха чини да се оптички елемент или шири, или скупља, кроз неравномеран процес у ком је промена најбржа у његовим спољним деловима, а најспорија у средишту. ова неравномерност доводи до привременог изобличења оптичке површине, које траје док се температура оптичког елемента не изједначи са температуром ваздуха.

#### Механичко изобличење
Механичка изобличења оптичке површине су најчешчће проузрокована притиском кућишта елемента, или његових делова. У случају елемената који су довољно тешки, изобличење може да настане и услед саме тежине елемента, тј. због дејства гравитације.

### Просторна неусклађеност оптичких елемената
До просторне неусклађености оптичких елемената долази кад један или више њих одступа од свог положаја у савршено постављеном склопу. Одступање средишта елемента од оптичке осе узрокује грешку центра, одступање елемента од угла у односу на оптичку осу узрокује грешку нагиба, док одступање од потребног размака између два елемента узрокује грешку размака.
 Слика десно показује грешке неусклађености оптичких елемената на примеру астрономског триплет објектива. Грешке су ради јасноће врло преувеличане, посебно у случају грешки нагиба и центра. У стварном склопу, допустиве грешке за ова два облика неусклађености су често битно испод 1мм (грешка центра), или једног лучног минута (грешка нагиба).

#### Несклад оптичког центра
Ова врста неусклађености елемената склопа проузрокује пре свега кому, и много мањи ниво астигматизма. За разлику од коме као коничне аберације, која која је одсутна око оптичке осе и повећава се са углом поља, ова кома има исти ниво на целом полљу слике, укључујући само средиште. Ниво аберације је одређен величином одступања средишта елемента од осе.

#### Искошеност
Слично грешци центра, грешка нагиба проузрокује пре свега кому, и много мањи ниво астигматизма. Ова кома (и астигматизам) такође има исти ниво на целом полљу слике, одређен величином грешке нагиба.

#### Грешка у размаку
За разлику од претходне две, грешка размака има за последицу пре свега сферну аберацију, док су кома и астигматизам сразмерно занемарљиви. Ниво аберације је сразмеран величини грешке.

### Грешка праћења
Грешка праћења (енг. pointing error) се јавља код склопова који се користе за посматрање покретних предмета - као, на пример, телескопи - и у ту сврху су постављени на одговарајући механизам за праћење. Строго говорећи, ова грешка не узрокује аберацију, јер не доводи до промене облика таласног фронта склопа, али има слично дејство јер, при снимању оптичке слике на детектор, узрокује погоршање каквоће слике.

## Представљање аберација
Начин на који се аберација представља такође зависи од вида аберације, и различит је за зраке, таласни фронт и слику тачке.

### Представљање аберација зрака
У случају аберација зрака, аберација може да се представи непосредно, било као бочни пресек сабирног снопа зрака, или као распоред зрака у равни слике, тзв. распоред тачака зрака (слика 2). Први облик приказује и уздужну и попречну аберацију зрака, у равни која садржи оптичку осу, док други приказује само попречну аберацију у равни слике, али дајући пун просторни распоред зрака, што у начелу пружа бољу представу о природи и величини аберације. Оба вида аберације могу да се представе и као функције у зависности од висине зрака у оптичком отвору: уздужна аберација кривом уздужне аберације, и попречна аберација кривом попречне аберације. Прва се зове крива уздужне аберације зрака, а друга крива попречне аберације, или крива расејања зрака.
 Слика десно приказује криву уздужне аберацује на примеру примарног астигматизма и сферне аберације. У првом случају, таласни фронт је изобличен на начин да је полупречник закривљености мањи дуж једног средишњег пресека (за дати пример у усправној равни), а већи у средишњем пресеку нормалном на први, док се полупречник у осталим пресецима постепено мења од једног до другог. Као последица, све усправне линије на таласном фронту имају жижу на црти која лежи у водоравној (сагиталној) равни, преполовљена  осом сабирног снопа, док све водоравне линије на таласном фронту имају жижу на црти исте дужине која лежи у усправној равни. Размак између ове две црте представља уздужну аберацију астигматизма, која се мења са квадратом висине (тј. угла) тачке у равни слике. Крива уздужне аберације се састоји од две линије, једна коју чине тачке ближе жиже, и друга коју чине тачке даље жиже (у датом примеру негативног астигматизма сагитална жижа је ближа, обрнуто у случају позитивног астигматизма). У средини између ове две криве је површина најбоље слике.
 Слика десно даје пример криве расејања зрака за примарну сферну аберацију, кому и астигматизам. Крива показује промену висине зрака у равни слике са променом висине зрака у оптичком отвору, у пресеку равни слике и тангенционалне равни (тј. дуж средишње линије симетрије расејања зрака). За сферну аберацију дат је увеличан жижни предео са зрацима који долазе са висине у оптичком отвору једнакој 0,25, 0,5, 0,707 и 1 (за јединични полупречник), који показују како крива расејања зрака одражава висину зрака у равни слике, која је у овом случају раван најбоље жиже.
Нешто сложенији облик распореда тачака зрака, који представља статистички упросечено расејања зрака, је тзв. РМС грешка расејања зрака, које се такодође даје у облику полупречника или пречника..
Графички приказ аберације зрака на било који од ових начина употпуњен је бројним изразом величине аберације: највеће дужине у случају уздужне, и највеће висине у случају попречне аберације.

### Представљање аберација таласног фронта
Аберације таласног фронта су сувише мале - по правилу мање од милионитог дела полупречника таласног фронта у оптичком отвору - да би се могле непосредно приказати у било којој практичној размери. Зато се приказују посредно, у врло малим јединицама, као што је таласна дужина светлости, микрон или нанометар, било у облику функције која представља одступање таласног фронта од односне сфере, као дводимензионална мапа таласног фронта која приказује ово одступање, као просторна тј. рељефна мапа, или као интеферограм овог одступања.
 Слика десно приказује примере ових начина представљања аберација таласног фронта за примарну сферну аберацију, кому и астигматизам. У сва три примера функција приказује пресек одступања дуж осе аберације (тј. дуж средишње осе која лежи у тангенционалној равни слике), како за тачку најбоље жиже (дебља линија) тако и за друге значајне жижне тачке. У случају сферне аберације то су тачка Гаусове жиже (горња крива, 1), жиже ивичних зрака (доња крива, 4), и жижа најмањег расејања зрака (3). За кому то је тачка Гаусове жиже (1), у којој је В-Д грешка таласног фронта три пута већа него за тачку најбоље жиже (2), а за астигматизам то су тачке сагиталне (горња крива, 1) и тангенцијалне жиже (2) у којима одступање таласног фронта има цилиндричан облик. Испрекидане линије означавају спољну линију одступања таласног фронта, дајући представу просторног облика одступања.
Мапа, просторни приказ и интерферограм таласног фронта су за тачку најбоље жиже. Интерферограм је смањен два пута, и дат је за случај кад се раван интерференције поклапа са равни таласног фронта (лево), као и за случај кад је раван таласног фронта искошена у односу на прву. За интерферометар у ком је размак између две суседне нуле интерференције - тј. између средишта две суседне тамне линије - последица λ/4 разлике у оптичком путу, интерферограми одговарају В-Д грешци од 1λ (таласа) у случају сферне аберације, 1,7 таласа у случају коме, и 1,5 таласа у случају астигматизма.
Као и у случају аберација зрака, графички приказ је употпуњен бројним изразом величине аберације, која може бити дата за врх-дно грешку, и за РМС грешку таласног фронта.

### Представљање аберација физичком сликом тачке
Аберација се у физичкој слици тачке испољава као поремећај у распореду њене енергије. Пошто је овај распоред енергије дат функцијом ширења тачке, аберација физичке слике тачке је представљена променом облика функције ширења тачке (ФШТ), која може бити представљена као пресек тродимензионалне математичке функције која описује овај распоред енергије, као слика ове тродимензионалне функције, или као приказ промењеног распореда енергије у равни слике, тј. као симулација саме слике тачке на основу ФШТ.
 На слици десно су представљена ова три вида приказивања аберације сликом тачке, за примарну сферну аберацију, кому и астигматизам (у сва три случаја за тачку најбоље жиже), као и за савршен таласни фронт. У случају обртно несиметричних аберација као кома и астигматизам, пресек ФШТ се мења са углом пресека, у ком случају се обично дају два пресека под правим углом. (у случају астигматизма ова два пресека се подударају, мало разилажење на приказаном графу је последица незнатног одступања од средишње тачке између сагиталног и тангенцијалног фокуса у улазним подацима датим оптичком програму).

## Мерне јединице аберација
Mера величине аберације зависи од тога да ли је у питању један од њена два геометријска облика, тј. аберација зрака и аберација таласног фронта, или њено дејство на физичку слику тачке.

### Аберација зрака
Начин мерења аберације зрака се донекле разликује за уздужне и за попречне аберације.

#### Уздужне аберације
Уздужна аберација оптичких зрака је по правилу знатно већа од попречне, и обично се изражава у милиметрима (у земљама које користе СИ систем).

#### Попречне аберације
Основа за мерење попречне аберације зрака је распоред тачака пресека зрака и равни слике, тј. шема расејања зрака. Код обртно симетричних аберација, распоред тачака зрака такође има кружну симетрију, где је мера величине аберације било његов пречник, или полупречник. Он такође може да буде изражен у дужинској мери као милиметар, али се често изражава у јединици пречника или полупречника Ери диска. Овако изражена, попречна аберација даје много јаснију слику последица прис уства аберације на каквоћу оптичке слике.
Угаона попречна аберација је по правилу врло мала, због чега се најчешће изражава у лучним секундама. Овако изражена је непосредно упоредива са угаоном величином Ери диска која, са своје стране, непосредно одређује раздвојну моћ оптичког склопа. У случају великих телескопа на Земљи, где је граница раздвојне моћи постављена атмосферским проширењем слике тачке, угаона величина попречне аберације се посматра у односу на угаону величину проширења.

### Аберације таласног фронта
Грешке таласног фронта су сразмерно најмање, због чега се у овом случају као мере користе врло мале дужинске јединце: таласна дужина светлости, микрометар, или нанометар.
Непосредно повезана са грешком таласног фронта је фазна грешка. За таласну грешку х изражену у јединицама таласне дужине λ, фазна грешка је такође х, изражена у јединици 2π радијана, тј. једне пуне таласне фазе. Међутим, док величина грешке таласног фронта расте сразмерно њеној бројчаној вредности, величина фазне грешке осцилује између 0 и 2π радијана.
Управо је фазна грешка та која проузрокује промену - у начелу погоршање - распореда енергије у слици тачке.

### Физичка слика тачке
Чак и мале грешке таласног фронта најчешће доводе до приметне промене изгледа физичке слике тачке, уколико је она довољно увећана. Неретко врста изобличења слике указује на то које аберације су присутне, посебно ако је у питању претежно једна аберација. Међутим, и у том случају је степен промене слике у најбољем случају само приближна мера аберације.
За тачну меру аберације слике неопходно је изразити промену у њеном распореду енергије. Уобичајен начин за то је рацио јачине средишњег врха дифракционе слике тачке оптичког склопа, у односу на јачину без присуства аберација - тзв. Стрел количник, или рацио (енг. Strehl ratio). Вредност рациа се креће од 1, кад су аберације одсутне, до нуле, што у начелу значи да је аберација врло велика.
Други начин за мерење аберације слике тачке је да се изрази енергија унутар одређеног полупречника, полазећи од средишта слике тачке, у поређењу са укупном енергијом слике тачке. И ова величина, дакле, има облик количника, и зове се заокружена енергија (енг. encircled energy). Обично се за полупречник узима полупречник Ери диска без аберација, али то може бити било која друга вредност полупречнка. Такође, заокружена енергија може да се да за више различитих полупречника, што даје бољу слику о промени у распореду енергије слике тачке.

## Подела према дејству на слику тачке
Основна подела аберација је, по природи последица по слику тачке, на аберације које изазивају поремећај у формирању саме дифракционе слике тачке, и на оне које изазивају поремећај у њеној позицији. Другим речима, на аберације слике тачке, и аберације положаја слике тачке.

### Аберације положаја слике тачке
Као што сам назив говори, ове аберације чине да се сликe тачки удаљених од централне осе инструмента не пресликавају у сразмери која постоји у самом предмету - у ком случају је последица дисторзија слике - или да се не пресликава у једну заједничку раван слике, када је последица закривљеност поља слике. У оба случаја сама слика тачке није погођена аберацијом, и одређена је или дифракцијом у одсуству аберација слике тачке, или дифракцијом и аберацајама слике тачке када су оне присутне.
Слика десно приказује закривљеност поља слике створене оптичким објективом (лево) и дисторзију оптичке слике (десно).

#### Закривљеност поља слике
Закривљеност поља слике је узрокована геометријом стварања слике, без икакве грешке у особинама таласног фронта. То је лако замислити у случају удубљеног огледала, где ће слика тачке уз непромењену вредност полупречника сфере таласног фронта (тј. жижне даљине) са повећањем угла упадних зрака описати закривљену линију поља слике. Слика горе (лево) приказује негативну (са негативним полупречником закривљености, мерено од центра слике до центра закривљености) закривљеност поља слике сочива.
Астигматизам, у зависности од знака у односу на знак ове закривљености која проистиче из геометрије зрака (тзв. Пецвалова закривљеност), или појачава или смањује закривљеност поља. У оба случаја, закривљеност се мења са квадратом удаљености тачке од оптичке осе.

#### Дисторзија слике
Промена полупречника сфере таласног фронта - тј. жижне даљине - са повећањем упадног угла снопа зрака, доводи до дисторзије слике. Изобличење се огледа у томе да праве линије на објекту, ако не пролазе кроз његов центар, постајуо закривљене у слици (тако да, на пример, слика квадрата има закривљене стране). Промена жижне дужине је последица промене профила оптичких површина у односу на таласне фронтове који падају на ове површине под различитим угловима. Слика горе (десно) приказује позитивну и негативну дисторзију слике квадрата.
Дисторзија слике расте са трећим степеном удаљености тачке од оптичке осе. Зато је, у начелу, занемарљива у случају малог до умерено великог поља (1, слика горе, десно), али може постати врло приметна на већим удаљеностима од оптичке осе (2). Дисторзија може бити позитивна и негативна. У првом случају праве линије се криве према средишту слике, и слика се увећава, док се у другом случају праве линије криве према ивици поља, и слика се смањује.

### Аберације слике тачке
Аберације слике тачке су прозроковане одступањем обликa таласног фронта усмереног ка жижи од савршене сфере. У геометријској оптици, последица овог одступања је поремећај у фокусирању зрака у тачку Гаусове жиже. Ово расипање зрака доводи до тога да је у равни слике, уместо једне, мноштво расутих тачака, графички представљенo шемом тачака зрака.
У физичкој оптици, одступање таласног фронта од савршеног сферног доводи до разлика у оптичком путу, тј. у фази светлосних таласа који се срећу у равни слике; последица је ширење енергије у физичкој (дифракционој) слици тачке, тј. погоршање квалтета слике у оптичком склопу.
Аберације слике тачке су много бројније и разноврсније од аберација облика слике. Већина ових аберација се јавља у спољним деловима слике, због грешки које се јављају у фокусирању светлости која на објектив пада под углом, стога се зову ваносне аберације (слике). Аберације које подједнако попогађају све делове слике - од средишњег дела око оптичке осе до саме ивице - су аберације пуног поља (слике). Уобичајено је да се аберације пуног поља зову осне аберације, али тај израз није у складу са чињеницом да оне погађају цело поље слике, и стога може бити погрешно схваћен.
Основна подела aберацијa слике тачке је на монохроматске (аберације једнобојне светлости) и хроматске (аберације вишебојне светлости).

#### Монохроматскe аберације слике тачке
Мада се дефинишу као аберацијe једнобојне светлости (што, строго говорећи, значи аберација светлости у једној таласној дужини, али у начелу значи светлост у врло малом распону таласних дужина), монохроматске аберације су практично непромењене у условима вишебојне (полихроматске) светлости ако су оптичке површине рефлективне (огледала). Најзначајнији део ових аберација су аберације коничних површина (површина добијених ротацијом конусног пресека око средишње осе) и дефокус.
 Слика десно показује три основне монохроматске аберације, примарну сферну аберацију, кому и астигматизам, као и дефокус. Уз основну геометрију аберације, приказане су и шеме расејања зрака у равни слике (у равми Гаусове жиже за сферну аберацију, у равни најбоље жиже за астигматизам), положај најбоље жиже, као и промена изгледа физичке слике тачке изазвана овим аберацијама (у геометријском приказу аберације су врло преувеличане ради јасноће).

#### Хроматскe аберацијe слике тачке
Хроматске аберације су последица преламања (рефракције) светлости при пролазу кроз провидне оптичке елементе. Ове аберације су проузроковане различитом брзином којом се светлост различитих таласних дужина креће кроз провидaн оптички материјал, најчешће стакло. Три облика ових аберација су:
- Лонгитудинални (уздужни) хроматизам, аберацијa пуног поља узрокованa тиме што су краће таласне дужине светлости у стаклу успорене више него дуже; стога се оне јаче преламају, те им jе жижна дужина краћа.
- Латерални (попречни) хроматизам, спољнa аберацијa проузрокованa неједнаким преламањем различитих таласних дужина светлости која кроз објектив пролази под углом, тј. усмерене према тачки у пољу слике; последица је да различите таласне дужине формирају слику тачке на различитим висинама
- Сферохроматизам, или сферна аберација која се мења са таласном дужином светлости, је аберацијa пуног поља, последица тога да у начелу сферна аберација сочива може да се сведе на нулу само за једну таласну дужину (практично, за мали распон таласних дужина); за друге таласне дужине сферна аберација остаје присутна, што су дуже или краће од таласне дужине за коју је сферна аберација одстрањена, то већа.

 На слици десно приказана је геометрија хроматских аберација. Уздужни хроматизам има облик тзв. примарног хроматизма, који се јавља код простог сочива: светлост краћих таласних дужина има мању жижну даљину, што доводи до хроматског дефокуса и погоршања каквоће слике. Коришћењем две врсте стакла са одговарајућим особинама у ахроматском објективу, примарни хроматизам се одстрањује. Преостали, врло умањен хроматозам у ахроматском објективу има другачији облик и назива се секундарни хроматизам или секундарни спектрум. Употребом стакла са посебним особинама у тзв. апохроматсом објективу одстрањује се секундарни спектрум, и једини могућ значајан облик хроматизма пуног поља је тзв. сферохроматизам, или хроматска сферна аберација (понекад се такође назива терцијарни спектрум).

## Теорија оптичких аберација
Сврха теорије оптичких аберација је да објасни ову појаву, налазећи узрочно-последичну везу између својстава аберација са једне, и својстава свих чинилаца у стварању слике, са друге стране.
Почеци теоретског приступа аберацијама следили су појаву првог телескопа и микроскопа у 16-ом веку. До 20-ог века теорија је била ограничена на везу између аберација и идеализованих оптичких површина (коничних површина, насталим обртањем конусног пресека око средишње осе), у осно симетричним оптичким склоповима.
Током 20-ог века теорија се проширује на друге чиниоце, као што су оптичка неуједначеност  средине кроз коју се светлост креће, била она оптички материјал или ваздух, грешке стварних оптичких површина, укључујући производне грешке и деформације услед механичког притиска и топлотне неуједначености, грешке услед неправилног положаја оптичких елемената и грешке услед неравномерног кретања покретних оптичких склопова. Такође, дефинишу се и аберације асиметричнх површина, склопова са нагнутим елементима и/или две или више оптичких оса, као и склопова са вишеструким отворима.
Развој теорије аберација обележен је, уопштено говорећи, одсуством заједничкe основe и приступа предмету аберација, укључујући терминологију и основне дефиниције. То се пре свега односи на геометријску оптику, која је до половине 20-ог века претежно била поље теорије аберација. Последица прилично насумичног развоја ове посебне гране оптике је да је у знатној мери неорганизована и неповезана.
Модерна употреба теорије заснива се на компјутерској технологији, која испоставља коначан резултат у жељеном облику, док је сам начин на који се до њега дошло са становишта корисника неважан. Ово у највећој мери чини поменуте недостатке геометријске теорије аберација небитним.

### Историја
Мада најстарија позната сочива датирају из времена пре нове ере (нпр. нимруд сочива из старог Асира), врло мало се знало не само о томе како она усмеравају светлост, него и о природи саме светлости. Старогрчки филозоф Еуклид, на пример, веровао је да светлост настаје у оку, обасјава предмет посматрања, и одбија се назад у око, где ствара његову слику.
Историјски редослед најважнијих сазнања која су претходила теорији аберација и потом је уобличавала:
- почетком Нове ере, Херон из Александрије установљава основни принцип геометријске оптике, у најпростијем облику: "Светлост се креће најкраћим путем између две тачке."; овај принцип ће бити поново откривен тек у 17-ом веку, од стране француског научника Ферма (Pierre de Fermat, 1601-1665), по којем носи име принцип Ферма (енг. Fermat's principle)
- 130 Н.Е. Птоломеј из Александрије у свом делу "Оптика" даје преломне углове светлости за неколико различитих средина
- у другој половини 10-ог века, у свом делу "О жарећим огледалима и сочивима", арапски математичар, физичар и оптичар Ибн Сахил први долази до закона преламања светлости, који користи да, између осталог, дефинише тзв. анаклестично сочиво (енг. anaclastic lens). са хиперболичном површином. Овакво сочиво не производи сферну аберацију у слици удаљених предмета, према томе, најделотворније сакупља у жижу сунчеву светлост, што је сврха жарећег сочива.
- у првој половина 11-ог века, арапски математичар, астроном и физичар Ал-Хејтам (латинизовано: Alhazen) даље развија неке од основних принципа у оптици, као што су преламање и одбијање светлости, појам оптичког зрака, промена брзине светлости у различтим оптичким срединама, стварање оптичке слике и, посредно, наговештава принцип Ферма; његов рад имао је велики утицај на развој оптике у Европи, од Бејкона (Roger Bacon, 1214–1294) и Еразмуса Витела (Witelo Erazmus, 1230-1275) до Галилеја
- 1604 - Јоханес Кеплер даје први тачан математички опис камере опскуре, објашњава стварање (изврнуте) слике на мрежњачи кроз очно сочиво, и узроке кратковидости и далековидости
- 1621 - Вилеброрд Снел (Willebrord Snellius, (1580–1626) експерименталнм путем долази до закона преламања светлости који је, међутим, први пут описан у Декартовом Dioptrique 1637-ме
- 1630-те - Рене Декарт уз помоћ своје аналтичке геометрије одређује облик оптичке површине потребан да се одстрани сферна аберација
- 1657 - Пјер де Ферма (Pierre de Fermat, 1601-1665) закључује да је оптички пут који зрак светлости пређе од једне до друге тачке најкраћи оптички пут, што је изворни облик овог кључног принципа геометријске оптике, познатог као Ферма принцип
- почетком друге половине 17-ог века, Франческо Грималди открива и описује дифракцију светлости
- 1678 - Кристијан Хајгенс први пут износи таласну теорију светлости
- 1726 - Роберт Смит (Robert Smith, 1689-1768) објављује књигу о геометријској оптици и аберацјама телескопа и микроскопа
- 1729 - Честер Мур Хол (Chester Moore Hall, 1704-1771) проналази ахроматски објектив
- 1795 - Клугел (Georg Simon Klügel, 1739–1812) проналази тригонометријско праћење зрака помоћу везаних апроксимација (тј. метода итерација)
- 1808 - Етијен Малус објављује теорију која утврђује да су оптички зраци нормални на таласни фронт, коју 1812-те допуњује Шарл Дјупа (Pierre Charles François Dupin, 1784-1873)
- између 1828-ме и1837-ме Вилиам Хамилтон објављује текстове у којима, између осталог, доказује Малус-Дјупа теорију, и даје општи облик функције која описује оптички пут зрака између две дате тачке, тзв. Хамилтонову карактеристичну функцију
- 1835 - Џорџ Бидел Ери математички описује дифракциону слику тачке за кружни отвор без аберација
- 1841 - Карл Фридрих Гаус установљава просторну везу између предмета, оптичке површине/елемента и оптичке слике путем апроксимације засноване на малм угловима (Гаусовска оптика, или оптика првог реда)
- 1856 - Лудвих Филип Зајдел (Ludwig Phillip Siedel, 1821-1896) објављује прву потпуну теорију аберација за осно-симетричне сферне површине; теорија користи тригонометријски прорачун, заснован на апроксимацији угла трећег реда
- 1873 - Абе (Ernst Abbe, 1840-1905) установљава синусни услов (енг. sine condition), општи услов за одсуство коме у осно-симетричним системима
- 1795 - Брунс (Heinrich Bruns, 1848-1919) користи диференцијални рачун да установи једначине којима се одређује дужина оптичког пута зрака
- 1905 - Карл Шварцшилд проширује теорију аберација за осно-симетричне склопове укључивањем аберација вишег реда (секундарне аберације) и прорачуном укупне аберације, тј. облика таласног фронта за дату тачку слике; ово је чини првим обликом модерне теорије оптичких аберација
- 1929 - Конради (Alexander Eugen Conrady, 1866-1944) први јасно установљава постојање најбоље жиже (за сферну аберацију), за коју је разлика оптичког пута најмања, и која се у присуству аберације не поклапа са Гаусовом жижом
- 1934 - Фриц Зернике налази нов начин изражавања аберација таласног фронта као збира потребног броја различитих врста изобличења таласног фронта, где је свака врста представљена посебним, прилагођеним обликом аберационе функције за аберације до неограниченог реда, тзв. Зерникеовим (аберациони) полиномима
- 1941 - Андреј Колмогоров поставља теорију статистичког распореда топлотне енергије у условима атмосферског превирања ваздуха, која омогућава прорачун просечног изобличења таласног фронта који пролази кроз атмосферу
- 1946 - Дафио (Pierre-Michel Duffieux, 1891–1976) уводи употребу Фуријеових трансформација у оптику, у оквиру које даје теорију Функције оптичког преноса, помоћу које се дејство аберација може изразити за проширену физичку слику, не само слику тачке, као до тада
- средином 20-ог века: радовима Хопкинса (Harold Horace Hopkins, 1918–1994), Херцбергера (Maximilian Jacob Herzberger, 1899-1982) и других, модерна теорија аберација осно-симетричних склопова добија коначан облик, који везује облик таласног фронта са међудејством таласа у тачки слике, т.ј. са особинама физчке слике тачке; ова, таласна теорија аберација је у векторском облику проширена на асиметричне оптичке склопове (R.V. Shack, R. Buchroeder, K. Thompson, и други)

### Аберације и својства оптичког отвора
Дејство аберација зависи од својстава оптичког отвора. Основни облик отвора је кружни са равномерним преносом енергије преко целе површине. Стога је и уобичајен оквир у ком се приказује дејство аберација за ову врсту отвора. Међутим, својства оптичког отвора су неретко другачија, и то утиче на дејство аберација. Примери таквих отвора су прстенасти и Гаусовски отвор (слика десно). У случају прстенастог отвора, пренос таласа је у потпуности спречен у кружном средишњем делу, док у случају Гаусовског отвора пренос висине таласа следи Гаусовску криву, тј. опада од средишта према ивицама.
У сва три случаја за прорачун аберација употребљава се било поларни или правоугаони (такође, Картезијански или Декартов) координатни систем.

#### Прстенаст отвор
У склоповима који користе огледала често је неопходно користити мање помоћно огледало испред главног огледала да би се слика усмерила на место погодно за посматрање или снимање. Ово помоћно огледало, које је по правилу кружног облика и центрирано на оптичкој оси, делује као средишњи заклон који одстрањује средишњи део таласног фронта, и тиме мења облик његове површине из непрекидне кружне у прстенасту. Последице оваквог својства отвора на дејство аберације зависе од облика таласног фронта. У начелу, промена у дејству аберације, која може бити набоље или нагоре, је битно мања од дифракционог дејства самог средишњег заклона.

#### Гаусовски кружни отвор
Мада постоје склопови који користе отвор са Гаусовском променом преноса висине таласа - у начелу, са највишим преносом у средишту отвора и постепеним опадањем према ивицама - отвор са оваквим својством је пре свега значајан за ласерске склопове, јер ласерски сноп због самог начина на који се ствара има Гаусовски распоред висине таласа.

### Аберације и положај оптичког отвора
Врсте и величина аберација су непосредно зависни од положаја граничног отвора оптичког склопа у односу на оптички елемент који га следи. Уколико су они врло близу, у додиру, или је границни отвор на самој оптичкој површини елемента (нпр. унутрашњи отвор кућишта сочива, кућишта у којој је смештено огледало, сама ивица сочива или огледала у одсуству кућишта, итд.), улазни таласни фронт користи целу прву површину елемента, и главни зрак пролази кроз средишњу тачку елемента. Овакав положај граничног отвора назива се граничник на (првој оптичкој) површини.
 Са повећањем размака између граничног отвора и прве оптичке површине, средиште светлосног снопа који кроз гранични отвор пролази под углом све више одступа од средишта прве оптичке површине, тј. помера се према спољним деловима ове површине и, у начелу, оптичких површина иза ње (слика десно). Ово неминовно доводи до промене у величини ваносних аберација,  или  до тога да се појављују где не би биле присутне са граничником на површини. Овакав положај граничног отвора назива се раздвојен граничник.
Пошто је основни облик аберационих израза различит за граничник на површини у односу на раздвојен граничник, изрази који се односе на други случај називају се аберациони изрази за раздвојен граничник (енг. stop shift relations). Значај ових израза је у томе  што се они примењују за оптичке елементе склопа који су раздвојени од првог елемента, чак и кад је гранични отвор на првом елементу. На пример, у склопу који се састоји од два раздвојена сочива или огледала, граничник на првом елементу постаје раздвојени граничник за други, док оптичка слика овог граничника од стране другог елемента постаје излазни отвор склопа.

### Аберациона функција (кружни отвор, граничник на површини)
Аберациона функција је математичка функција која описује оптичку аберацију. Уобичајени облик аберационе функције је функција која изражава разлику оптичког пута произвољног у односу на главни зрак, тј. грешку таласног фронта за тачку која одговара том зраку. Аберациона функција такође може да изражава трансверзну аберацију, било као линеарну или угаону .
Абрациона функција може описивати само једну аберацију, у ком случају се ради о делу укупне аберационе функције који се односи на дату аберацију.
У модерној оптичкој теорији под именом аберациона функција се подразумева пуна аберациона функција, која изражава збирно дејство свих аберација одређеног реда. У свом основном облику, аберациона функција изражава збирно дејство пет примарних, или класичнх аберација, тзв. аберација четвртог реда: сферне аберације, коме, астигматизма, закривљености слике и изобличења (дисторзије) слике.
Аберационе функције за аберације виших редова - секундарне, терцијарне, и више - су сложенје и могу се изразити на више различитих начина.

#### Аберациона функција првог реда
Аберациона функција таласног фронта изражава разлику у дужини оптичког пута између главног и произвољног зрака у датој тачки у простору оптичке слике. За примарне аберације у класичном оквиру ова тачка је Гаусова жижа, али је за ниво каквоће оптичке слике меродавнија тачка најбоље жиже. Највећа разлика изражена аберационом функцијом - у зависности од врсте изобличења таласног фронта - представља или В-Д (врх-дно) грешку, или половину В-Д грешке таласног фронта.
 Подела аберација на редове је последица начина прорачуна. У најједноставнјем случају једне оптичке површине, оптички пут зрака се састоји из два дела: први је права линија од слике предмета до тачке на оптичкој површини (PO), и други је права линија од тачке на површини до тачке слике (OS). Главни зрак пролази кроз средиште граничног отвора, који се у приказаном случају поклапа са средиштем оптичке површине. За било коју другу путању зрака положај тачке пресека зрака и површине зависи од особина површине, тј. њеног полупречника закривљености (R) и коничне константе (K). За дату висину зрака, они одређују водораван помак тачке површине у односу на усправну раван, нормалну на оптичку осу, која садржи средишњу тачку површине (претпоставља се обртно симетрична површина) .
Конична површина описана је обртањем конусног пресека око средишње осе, где је конусни пресек одређен његовом дубином (z) за дати полупречник површине (d):
```
                 

  

    

      

        
z

        
=

        

          

            

              
d

              

                
2

              

            

            

              
R

              
+

              

                

                  

                    
R

                    

                      
2

                    

                  

                  
−

                  
(

                  
1

                  
+

                  
K

                  
)

                  

                    
d

                    

                      
2

                    

                  

                

              

            

          

        

      

    

    
{\displaystyle z={\frac {d^{2}}{R+{\sqrt {R^{2}-(1+K)d^{2}}}}}}

  

    (5)
```

где је K конична константа, K=-e2, а е је ексцентричност конусног пресека. Да би се олакшао прорачун, ова једначина се даје у облику бескрајне серије:
```
         

  

    

      

        
z

        
=

        

          

            

              
d

              

                
2

              

            

            

              
2

              
R

            

          

        

        
+

        

          

            

              
(

              
1

              
+

              
K

              
)

              

                
d

                

                  
4

                

              

            

            

              
8

              

                
R

                

                  
3

                

              

            

          

        

        
+

        

          

            

              
(

              
1

              
+

              
K

              
)

              

                
d

                

                  
6

                

              

            

            

              
16

              

                
R

                

                  
5

                

              

            

          

        

        
+

        

          

            

              
5

              
(

              
1

              
+

              
K

              

                
)

                

                  
3

                

              

              

                
d

                

                  
8

                

              

            

            

              
128

              

                
R

                

                  
7

                

              

            

          

        

        
+

        
.

        
.

        
.

      

    

    
{\displaystyle z={\frac {d^{2}}{2R}}+{\frac {(1+K)d^{4}}{8R^{3}}}+{\frac {(1+K)d^{6}}{16R^{5}}}+{\frac {5(1+K)^{3}d^{8}}{128R^{7}}}+...}

  

     (6)
```

Први члан на десној страни у потпуности одређује облик параболе (K=-1), док је за друге коничне површине неопходно користити и додатне чланове. Пошто је сваки следећи члан много мањи од претходног, често је довољно користити само прва два члана. Аберације добијене на тај начин - тј. проистекле из другог члана - зову се примарне, или аберације четвртог реда, вредности добијене коришћењем само трећег члана зову се секундарне, или аберације шестог реда, вредности добијене коришћењем само четвртог члана зову се терцијарне, или аберације осмог реда, итд.
Користећи, ради једноставности, само први и други члан - дакле, дајући основу за функцију примарних аберација - разлика у дужини оптичког пута између главног и произвољног зрака може се изразити као:
```
           

  

    

      

        
δ

        
=

        
(

        
P

        

          
O

          

            
g

          

        

        
n

        
+

        

          
O

          

            
g

          

        

        
S

        

          
n

          
′

        

        
)

        
−

        
(

        
P

        

          
O

          

            
i

          

        

        
n

        
+

        

          
O

          

            
i

          

        

        
S

        

          
n

          
′

        

        
)

      

    

    
{\displaystyle \delta =(PO_{g}n+O_{g}Sn')-(PO_{i}n+O_{i}Sn')}

  

     (7)
```

где је POg растојање од тачке предмета P до средишта оптичке површине (Og), и OgS је растојање од средишта оптичке површине до тачке слике S (ова два растојања, помножена са индексима преламања средина кроз које се зрак креће, n и n', чине оптички пут главног зрака), док је POi растојање између тачке предмета P и произвољне тачке Oi на оптичкој пвршини, различите од Og, и OiS је растојање од те тачке то тачке слике S (последња два растојања, помножена са индексима преламања, чине оптички пут произвољног зрака).
Кад се у прорачуну разлике оптичког пута користи апроксимација оптичке површине која користи само прва два члана једначине (6), добија се вредност примарне аберације, тј. аберације четвртог реда. Аберациона функција четвртог реда изражава укупну аберацију - као В-Д грешку таласног фронта - за примарне аберације, дакле у односу на поредбену сферу са средиштем закривљености у тачки Гаусове жиже. Ове аберације се такође називају Зајделове аберације. Користећи аберационе коефицијенте, ова аберациона функција је изражена као:
```

  

    

      

        

          
W

          

            
(

            
ρ

            
,

            
θ

            
)

          

        

        
=

        
s

        
(

        
ρ

        
d

        

          
)

          

            
4

          

        

        
+

        
c

        
α

        
(

        
ρ

        
d

        

          
)

          

            
3

          

        

        
c

        
o

        
s

        
θ

        
+

        
a

        

          
α

          

            
2

          

        

        
(

        
ρ

        
d

        

          
)

          

            
2

          

        

        
c

        
o

        

          
s

          

            
2

          

        

        
θ

        
+

        
u

        

          
α

          

            
2

          

        

        
(

        
ρ

        
d

        

          
)

          

            
2

          

        

        
+

        
g

        

          
α

          

            
3

          

        

        
(

        
ρ

        
d

        
)

        
c

        
o

        
s

        
θ

      

    

    
{\displaystyle W_{(\rho ,\theta )}=s(\rho d)^{4}+c\alpha (\rho d)^{3}cos\theta +a\alpha ^{2}(\rho d)^{2}cos^{2}\theta +u\alpha ^{2}(\rho d)^{2}+g\alpha ^{3}(\rho d)cos\theta }

  

     (8)
```

где су пет чланова на десној страни примарне (или класичне) аберације: сферна, кома, астигматизам, закривљеност поља и изобличење (дисторзија). Аберацион коефицијенти за сваку аберацију су означени са s, c, a, u i g, у том редоследу, док су остали чиниоци полупречнк оптичког отвора (d), релативна висина тачке у отвору у јединици његовог полупречнка (ρ), угао у равни отвора (θ) и угао поља тачке слике (α).
Функција показује да се за сваку тачку таласног фронта у излазном отвору, са положајем одређеним поларним координатама ρd и θ, аберациони допринос укупној аберацији мења различито за сваку од пет аберација, где је стварна вредност сваког доприноса за дату тачку одређена вредношћу аберационог коефицијента за оптички склоп (који се у најједноставнијем случају састоји од једне оптичке површине).
Коришћењем пуних аберационих коефицијената, S=sd4, C=cαd3, A=a(αd)2, U=u(αd)2  и  G=gα3d, који уз аберациони коефицијент укључују и вредност чинилаца везаних за полупречник отвора d и угао поља α, функција се поједностављује:
```
          

  

    

      

        

          
W

          

            
(

            
ρ

            
,

            
θ

            
)

          

        

        
=

        
S

        

          
ρ

          

            
4

          

        

        
+

        
C

        

          
ρ

          

            
3

          

        

        
c

        
o

        
s

        
θ

        
+

        
A

        

          
ρ

          

            
2

          

        

        
c

        
o

        

          
s

          

            
2

          

        

        
θ

        
+

        
U

        

          
ρ

          

            
2

          

        

        
+

        
G

        
ρ

        
c

        
o

        
s

        
θ

      

    

    
{\displaystyle W_{(\rho ,\theta )}=S\rho ^{4}+C\rho ^{3}cos\theta +A\rho ^{2}cos^{2}\theta +U\rho ^{2}+G\rho cos\theta }

  

     (9)
```

Прве три аберације су аберације слике тачке - што значи да погађају саму слику тачке - док су последње две аберације положаја слике тачке, које изазивају изобличење проширене слике. Пошто функција изражава аберацију таласног фронта у односу на сферу са средиштем закривљености у Гаусовој жижи, изрази за аберације слике тачке не дају најмању аберацију, тј. аберацију најбоље жиже, која је у сва три случаја дата односом према поредбеној сфери са средиштем закривљености у тачки званој најбоља жижа, различитој од Гаусове жиже.
Независно од тога да ли су дате за Гаусову или најбољу жижу, ове аберације се називају аберације таласног фронта четвртог реда, јер је збир изложилаца над ρd и α за сваку од њих 4.

#### Аберациона функција другог реда
По истом образцу као за примарне, аберациона функција за секундарне, или Шварцшилдове аберације је:
```
 

  

    

      

        

          
W

          

            
(

            
ρ

            
,

            
θ

            
)

          

        

        
=

        

          
S

          

            
2

          

        

        

          
ρ

          

            
6

          

        

        
+

        

          
C

          

            
2

          

        

        

          
ρ

          

            
5

          

        

        
c

        
o

        
s

        
θ

        
+

        

          
A

          

            
2

          

        

        

          
ρ

          

            
4

          

        

        
c

        
o

        

          
s

          

            
2

          

        

        
θ

        
+

        

          
Q

          

            
6

          

        

        

          
ρ

          

            
3

          

        

        
c

        
o

        

          
s

          

            
3

          

        

        
θ

        
+

        

          
Q

          

            
7

          

        

        

          
ρ

          

            
4

          

        

        
+

        

          
Q

          

            
8

          

        

        

          
ρ

          

            
3

          

        

        
c

        
o

        
s

        
θ

      

    

    
{\displaystyle W_{(\rho ,\theta )}=S_{2}\rho ^{6}+C_{2}\rho ^{5}cos\theta +A_{2}\rho ^{4}cos^{2}\theta +Q_{6}\rho ^{3}cos^{3}\theta +Q_{7}\rho ^{4}+Q_{8}\rho ^{3}cos\theta }

  

 
        

  

    

      

        
+

        

          
Q

          

            
9

          

        

        

          
ρ

          

            
2

          

        

        
c

        
o

        

          
s

          

            
2

          

        

        
θ

        
+

        

          
U

          

            
2

          

        

        

          
ρ

          

            
2

          

        

        
+

        

          
G

          

            
2

          

        

        
ρ

        
c

        
o

        
s

        
θ

      

    

    
{\displaystyle +Q_{9}\rho ^{2}cos^{2}\theta +U_{2}\rho ^{2}+G_{2}\rho cos\theta }

  

        (10)
```

где су S2=s2d6, C2=c2αd5,  A2=a2d2α4,  U2=u2d2α4, и G2=g2α5d пуни аберациони коефицијенти за секундарну сферну аберацију, кому, астигматизам, закривљеност поља и дисторзију, док су Q6, Q7, Q8 и Q9 пуни аберациони коефицијенти за преостале четири секундарне аберације (називи за њих нису опште утврђени; Шварцшилд је аберацију са Q6 звао - у приближном преводу са немачког - "стреле",  са Q7 "сферна аберација поља", итд.).
Пошто је збир изложилаца за ρd и α код ових аберација 6, оне се називају и аберације таласног фронта шестог реда.

#### Аберациона функција трансверзне аберације
За разлику од аберационе функције таласног фронта, која изражава разлику у оптичком путу између главног и произвољног зрака у тачки жиже, аберациона функција трансверзне аберације одређује аберацију зрака у односу на тачку жиже. Другим речима, она представља размак између тачки пресека главног и произвољног зрака са равни слике.
 И ова аберациона функција би била сувише сложена да се изрази у пуном облику чак и за једноставан оптички склоп. Као пример може да послужи општи облик ове функције за трансверзну аберацију за једну оптичку површину, која такође приказује порекло и место аберација различитог реда.
Ако је слика тачке у равни слике одређена координатама x' и y', у односу на средишњу тачку (Гаусова осна жижа, слика десно), оне су дате аберационом функцијом:
```
 

  

    

      

        
y

        

          

            

            
′

          

        

        
=

        

          
A

          

            
1

          

        

        
r

        
c

        
o

        
s

        
θ

        
+

        

          
A

          

            
2

          

        

        
h

        
+

        

          
B

          

            
1

          

        

        

          
r

          

            
3

          

        

        
c

        
o

        
s

        
θ

        
+

        

          
B

          

            
2

          

        

        

          
r

          

            
2

          

        

        
h

        
(

        
2

        
+

        
c

        
o

        

          
s

          

            
2

          

        

        
θ

        
)

      

    

    
{\displaystyle y{'}=A_{1}rcos\theta +A_{2}h+B_{1}r^{3}cos\theta +B_{2}r^{2}h(2+cos^{2}\theta )}

  

     

  

    

      

        
+

        
(

        
3

        

          
B

          

            
3

          

        

        
+

        

          
B

          

            
4

          

        

        
)

        
r

        

          
h

          

            
2

          

        

        
c

        
o

        
s

        
θ

        
+

        

          
B

          

            
5

          

        

        

          
h

          

            
3

          

        

        
+

        

          
C

          

            
1

          

        

        

          
r

          

            
5

          

        

        
c

        
o

        
s

        
θ

        
+

        
(

        

          
C

          

            
2

          

        

        
+

        

          
C

          

            
3

          

        

        
c

        
o

        

          
s

          

            
2

          

        

        
θ

        
)

        

          
r

          

            
4

          

        

        
h

      

    

    
{\displaystyle +(3B_{3}+B_{4})rh^{2}cos\theta +B_{5}h^{3}+C_{1}r^{5}cos\theta +(C_{2}+C_{3}cos^{2}\theta )r^{4}h}

  

     

  

    

      

        
+

        
(

        

          
C

          

            
4

          

        

        
+

        

          
C

          

            
6

          

        

        
c

        
o

        

          
s

          

            
2

          

        

        
θ

        
)

        

          
r

          

            
3

          

        

        

          
h

          

            
2

          

        

        
c

        
o

        
s

        
θ

        
+

        
(

        

          
C

          

            
7

          

        

        
+

        

          
C

          

            
8

          

        

        
c

        
o

        

          
s

          

            
2

          

        

        
θ

        
)

        

          
r

          

            
2

          

        

        

          
h

          

            
3

          

        

      

    

    
{\displaystyle +(C_{4}+C_{6}cos^{2}\theta )r^{3}h^{2}cos\theta +(C_{7}+C_{8}cos^{2}\theta )r^{2}h^{3}}

  

     

  

    

      

        
+

        

          
C

          

            
10

          

        

        
r

        

          
h

          

            
4

          

        

        
c

        
o

        
s

        
θ

        
+

        

          
C

          

            
12

          

        

        

          
h

          

            
5

          

        

        
+

        

          
D

          

            
1

          

        

        

          
r

          

            
7

          

        

        
c

        
o

        
s

        
θ

        
+

        
.

        
.

        
.

      

    

    
{\displaystyle +C_{10}rh^{4}cos\theta +C_{12}h^{5}+D_{1}r^{7}cos\theta +...}

  

    (11.1)
```

```
 

  

    

      

        
x

        

          

            

            
′

          

        

        
=

        

          
A

          

            
1

          

        

        
r

        
s

        
i

        
n

        
θ

        
+

        

          
B

          

            
1

          

        

        

          
r

          

            
3

          

        

        
s

        
i

        
n

        
θ

        
+

        

          
B

          

            
2

          

        

        

          
r

          

            
2

          

        

        
h

        
s

        
i

        

          
n

          

            
2

          

        

        
θ

        
+

        
(

        

          
B

          

            
3

          

        

        
+

        

          
B

          

            
4

          

        

        
)

        
r

        

          
h

          

            
2

          

        

        
s

        
i

        
n

        
θ

      

    

    
{\displaystyle x{'}=A_{1}rsin\theta +B_{1}r^{3}sin\theta +B_{2}r^{2}hsin^{2}\theta +(B_{3}+B_{4})rh^{2}sin\theta }

  

    

  

    

      

        
+

        

          
C

          

            
1

          

        

        

          
r

          

            
5

          

        

        
s

        
i

        
n

        
θ

        
+

        

          
C

          

            
3

          

        

        

          
r

          

            
4

          

        

        
h

        
s

        
i

        

          
n

          

            
2

          

        

        
θ

        
+

        
(

        

          
C

          

            
5

          

        

        
+

        

          
C

          

            
6

          

        

        
c

        
o

        

          
s

          

            
2

          

        

        
θ

        
)

        

          
r

          

            
3

          

        

        

          
h

          

            
2

          

        

        
s

        
i

        
n

        
θ

      

    

    
{\displaystyle +C_{1}r^{5}sin\theta +C_{3}r^{4}hsin^{2}\theta +(C_{5}+C_{6}cos^{2}\theta )r^{3}h^{2}sin\theta }

  

    

  

    

      

        
+

        

          
C

          

            
9

          

        

        

          
r

          

            
2

          

        

        

          
h

          

            
3

          

        

        
s

        
i

        

          
n

          

            
2

          

        

        
θ

        
+

        

          
C

          

            
11

          

        

        
r

        

          
h

          

            
4

          

        

        
s

        
i

        
n

        
θ

        
+

        

          
D

          

            
1

          

        

        

          
r

          

            
7

          

        

        
s

        
i

        
n

        
θ

        
+

        
.

        
.

        
.

      

    

    
{\displaystyle +C_{9}r^{2}h^{3}sin^{2}\theta +C_{11}rh^{4}sin\theta +D_{1}r^{7}sin\theta +...}

  

        (11.2)
```

при чему је сама трансверзна аберација зрака дата растојањем тачке са координатама (x',y') од тачке Гаусове жиже G.
За дату оптичку површину и попожај предмета, чиниоци представљени великим словима су непроменљиве бројне вредности, док су променљиве  r, θ  и h висина зрака на оптичкој површини (једнака ρd у претходним једначинама), угао тачке на површини и висина тачке у равни предмета, у истом редоследу (висина тачке h у равни предмета може да се замени просторним углом упадног зрака).
Ако се једначине изразе користећи координате у равни слике (тј. са висином тачке у равни слике уместо са висином у равни предмета), аберациони изрази задржавају исти основни облик.
Непроменљиве бројне вредности под А су величине Гаусове оптике, тј. оптике првог реда, које у потпуности одређују положај слике тачке у одсуству аберација. А1 одређује положај тачке у равни слике, док је А2 увећање слике у односу на предмет (тј. висина слике тачке према висини тачке предмета). Вредности под B, C, D итд. су аберациони коефицијенти трећег, петог, седмог итд. реда, где назив реда долази од збира изложилаца над r и h (на пример, уз коефицијент за примарну сферну аберацију B1 изложилац је само три над r, јер висина тачке не утиче на ову аберацију, за секундарнз сферну аберацију - коефицијент C1 - изложилац је 5; уз коефицијент за примарну кому, B2, збир изложилаца је 3, док је за секундарну кому - коефицијент C2 - збир 5, као што је и за примарни и секундарни астигматизам, уз коефицијенте B3 и C3, итд.).
Пошто је трансверзна аберација (први) просторни извод аберације таласног фронта (једначине 1-4), изложилац над висином тачке у оптичком отвору (r) је мањи за један од изложиоца у аберационој функцији таласног фронта. Из тог разлога, збир изложилаца над r и h је такође мањи за један и, следствено томе, примарне аберције изражене као попречне (трансверзне) се називају аберације трећег реда.
Вредност аберационог коефицијента је одређена оптичким својствима површине, средине простора предмета, и простора слике, као и даљином и положајем предмета у односу на оптичку осу површине. У начелу, вредност целог аберационог израза за било коју аберацију, који укључује коефицијент и променљиве вредности, је много мања за сваки следећи ред у односу на претходни.

#### Аберациони коефицијенти за примарне аберације слике тачке
Чиниоци од којих зависи величина коничних аберације могу се променити на променљиве и непроменљиве. Први се мењају у зависности од даљине предмета и особина оптичког склопа, док је зависност аберације у случају других стална. На пример, сферна аберација као грешка таласног фронта је увек сразмерна четвртом степену полупречника отвора, кома је увек сразмерна трећем степену полупречнка отвора, сразмерна удаљености слике тачке од осе, као и косинусу угла тачке зрака у оптичком отвору. Раздвајање ових чинилаца у прорачуну аберације је, дакле, могуће и практично: део величине аберације који садржи променљиве чиниоце је тзв. аберациони коефицијент (ово није строга подела; аберациони коефицијент у неким текстовима укључује и удаљеност слике тачке од осе, тј. угао поља).
 Као пример аберационих коефицијената у оквиру укупне аберационе функције могу послужити изрази који описују три примарне аберације слике тачке коничне оптичке површине, сферну аберацију, кому и астигматизам, за једну оптичку површну. Величина аберације зависи од основних чинилаца оптичке слике,где су чиниоци за које се зависност аберацје мења:
- удаљеност предмета (L),
- удаљеност слике (L'),
- индекс преламања/одбјања средине пре оптичке површине (n),
- индекс преламања/одбјања средине после оптичке површине (n'),
- полупречник закривљености оптичке површине (R),
- њена конична константа (K),

а они за које се зависност аберације не мења:
- полупречник отвора оптичке површине (d)
- угао отвора (θ), и
- упадног угла главног зрака (α, који се према висини слике тачке h у равни слике односи као α=h/L' у радијанима).

За оптичку површину која има облик обртног конусног пресека (конусоида), аберациони коефицијент је дат као:
```
             

  

    

      

        
s

        
=

        
−

        

          

            

              
G

              

                
J

                

                  
2

                

              

              
+

              
Q

            

            
8

          

        

        

        
c

        
=

        

          

            

              
G

              
J

            

            
2

          

        

        

        
a

        
=

        

          

            
G

            
2

          

        

      

    

    
{\displaystyle s=-{\frac {GJ^{2}+Q}{8}}\qquad c={\frac {GJ}{2}}\qquad a={\frac {G}{2}}}

  

     (12)
```

за сферну аберацију, кому, и астигматизам, у том редоследу, где су G, J и Q здружени чиниоци дати као:
```
         

  

    

      

        
G

        
=

        

          

            
1

            

              

                
n

                
′

              

              

                
L

                
′

              

            

          

        

        
−

        

          

            
1

            

              
n

              
L

            

          

        

        

        
J

        
=

        

          

            
1

            
L

          

        

        
−

        

          

            
1

            
R

          

        

        

        
Q

        
=

        

          

            

              
(

              

                
n

                
′

              

              
−

              
n

              
)

              
K

            

            

              
R

              

                
3

              

            

          

        

      

    

    
{\displaystyle G={\frac {1}{n'L'}}-{\frac {1}{nL}}\qquad J={\frac {1}{L}}-{\frac {1}{R}}\qquad Q={\frac {(n'-n)K}{R^{3}}}}

  

    (13)
```

За врло удаљен предмет посматрања, као у случају телескопа, чинилац G се поједностављује и даљина слике се замењује жижном даљином (ƒ, која је у случају удубљеног огледала једнака половини његовог полупречника закривљености). Аберациони коефицијенти у овом случају су дати у следећој табели, као и уздужна и попречна аберација зрака, и врх-дно (В-Д) аберација таласног фронта, изражене помоћу ових коефицијената (попречна аберација је дата као полупречник роја тачака зрака, np је индекс преламања површине сочива).
| АБЕРАЦИЈА                       | СФЕРНА АБЕРАЦИЈА                                                                               | КОМА                                     | АСТИГМАТИЗАМ                            |
| ------------------------------- | ---------------------------------------------------------------------------------------------- | ---------------------------------------- | --------------------------------------- |
| Општа површина                  | {\displaystyle s={\frac {1}{8}}\left[{\frac {2n}{n'fR^{2}}}+{\frac {(n'-n)K}{R^{3}}}\right]}   | {\displaystyle c=-{\frac {n}{2n'fR}}}    | {\displaystyle a={\frac {n}{2f}}}       |
| Површина сочива (ваздух-стакло) | {\displaystyle s={\frac {1}{8}}\left[{\frac {2}{n_{p}fR^{2}}}+{\frac {(n'-1)K}{R^{3}}}\right]} | {\displaystyle c=-{\frac {1}{2n_{p}fR}}} | {\displaystyle a={\frac {1}{2f}}}       |
| Огледало                        | {\displaystyle s={\frac {1+K}{4R^{3}}}}                                                        | {\displaystyle c={\frac {1}{R^{2}}}}     | {\displaystyle a={\frac {1}{R}}}        |
| Уздужна аберација               | {\displaystyle 4sd^{2}f^{2}}                                                                   | -                                        | {\displaystyle 2a\alpha ^{2}f^{2}}      |
| Попречна аберација              | {\displaystyle 4sd^{3}f}                                                                       | {\displaystyle 3c\alpha d^{2}f}<         | {\displaystyle 2a\alpha ^{2}df}         |
| Таласни фронт                   | {\displaystyle W_{s}=sd^{4}}                                                                   | {\displaystyle W_{c}=2c\alpha d^{3}}     | {\displaystyle W_{a}=a\alpha ^{2}d^{2}} |

Као што аберациони изрази показују, сам коефицијент не представља величину аберације. Он је део аберационе функције без три елемента који одређују њену величину: висине (највећа вредност једнака полупречнику отвора d) и угла (θ) у оптичком отвору, као и висине слике тачке у равни Гаусове жиже (h). У случају сферне аберације, која је обртно симетрична, и независна од висине тачке у равни слике, величина аберације дата је производом коефицијента и чиниоца висине зрака на оптичкој површини. У случају асиметричних аберација, као кома и астигматизам, потребно је укључити и чинилац угла зрака на оптичкој површини (θ, који заједно са висином зрака одређује његову просторну оријентацију), као и чинлац висине слике тачке у равни слике (h).
Пошто чинилац G у имениоцу има индекс n', који у случају одбијања зрака мења знак у односу на n, знак аберације се у случају огледала такође мења сагласно томе. У случају сферне аберације и астигматизма, попречна аберација је мања од уздужне за фактор d/ƒ (кома нема лонгитудиналну аберацију).

### Аберациона функција и тачка најбоље жиже
Аберациона функција таласног фронта описује облик таласног фронта као одступање од савршене сфере са средиштем закривљености у тачки Гаусове жиже. Овај таласни фронт је полазна основа за налажење најбоље жиже - која се за све три примарне аберације слике тачке, сферну, кому и астигматизам - не поклапа са Гаусовом жижом. У начелу, најбоља жижа је тачка која је средиште закривљености сфере у односу на коју је одступање таласног фронта најмање. Често су за тачку најбоље жиже и В-Д и РМС грешка таласног фронта такође најмање, али не увек. За низак до умерен ниво аберација (до ~0,15λ РМС) најнижа РМС грешка оно што одређује тачку најбоље жиже.

### Аберациона функција, прстенаст отвор
У начелу, аберациона функција за кружни отвор и Гаусову жижу важи и за аберације прстенастог отвора, у смислу да описује облик таласног фронта за ову тачку. Слично као у случају налажења најбоље поредбене сфере у случају кружног отвора, овај таласни фронт служи као основа да се одреди облик таласног фронта у незаклоњеном делу отвора. Најбоља жижа за овај део таласног фронта није иста као у случају кружног отвора, а такође се мењају В-Д и РМС грешка, као и  прерасподела енергије у физичкој слици тачке.

### Означавање аберација
Сврха означавања аберација је да се аберације прикажу и сврстају према својим особинама. Означавање се своди на аберационе коефициенате коничних аберација, и засновано је на аберационој функцији. Оно укључује како саме чиниоце функције, тако и њихове изложиоце. У овом оквиру, општи облик аберационог израза дат је са:
```
                      

  

    

      

        

          

          

            
2

            
l

            
+

            
m

          

        

        

          
w

          

            
n

            
m

          

        

        

          
d

          

            
n

          

        

        

          
h

          

            
2

            
l

            
+

            
m

          

        

        
c

        
o

        

          
s

          

            
m

          

        

        
θ

      

    

    
{\displaystyle _{2l+m}w_{nm}d^{n}h^{2l+m}cos^{m}\theta }

  

         (14)
```

где су w, d, h и θ општа ознака аберационог коефицијента, полупречник отвора, висина тачке у равни слике и угао отвора (у том редоследу), док су l, m, и n изложиоци везани за чиниоце функције. Доња табела приказује означавање за пет примарних аберација, и за четири одабране секундарне аберације.
| НИВО | АБЕРАЦИЈА              | l | n | m | 2l+m | Аберациони израз | Ред 2l+m+n |
| ---- | ---------------------- | - | - | - | ---- | ---------------- | ---------- |
| I    | СФЕРНА                 | 0 | 4 | 0 | 0    | 0w40d4           | 4          |
| I    | КОМА                   | 0 | 3 | 1 | 1    | 1w31d3hcosθ      | 4          |
| I    | АСТИГМАТИЗАМ           | 0 | 2 | 2 | 2    | 2w22d2h2cos2θ    | 4          |
| I    | ЗАКРИВЉЕНОСТ (ДЕФОКУС) | 1 | 2 | 0 | 2    | 2lw20d2h2        | 4          |
| I    | ИЗОБЛИЧЕЊЕ (НАГИБ)     | 1 | 1 | 1 | 3    | 3w11dh3cosθ      | 4          |
| II   | СФЕРНА                 | 0 | 6 | 0 | 0    | 0w60d6           | 6          |
| II   | КОМА                   | 0 | 5 | 1 | 1    | 1w51d5hcosθ      | 6          |
| II   | АСТИГМАТИЗАМ           | 0 | 4 | 2 | 2    | 2w42d4h2cos2θ    | 6          |
| II   | СТРЕЛЕ (ТРОЛИСТ)       | 0 | 3 | 3 | 3    | 3w33d3h3cos3θ    | 6          |

Цео израз у предпоследњој колони је пун аберациони коефицијент, који је једнак В-Д грешки таласног фронта у Гаусовој жижи за сферну аберацију, астигматизам и закривљеност поља, или половини В-Д грешке у случају коме и нагиба таласног фронта.
Збир 2l+m+n дат у последњој колони представља ред аберације. Аберације таласног фронта за које је 2l+m+n=4 зову се примарне, или четвртог реда, оне за које је 2l+m+n=6 секундарне, или шестог реда, оне са 2l+m+n=8 терцијарне, или осмог реда, итд. Једноставније речено, аберације за које је збир изложилаца за полупречник отвора d и висине тачке у равни слике h једнак 4 су примарне, оне за које је овај збир 6 су секундарне, итд.

### Ортогоналне аберације Фрица Зерникеа
Последњи значајан допринос теорији оптичких аберација је примена теорије ортогоналних полинома круга холандског физичара (такође хемичара, математичара и астронома) Фрица Зерникеа на изражавање аберација и њиховог ефекта. Сваки полином је аберациона функција појединачне аберације и, слично као у случају класичних аберација, део укупне аберационе функције, која се састоји од неограниченог броја полинома, тј. аберационих облика. Постоје различити начини на које се утврђује редослед полинома; у начелу, аберациона функција почиње са најједноставнијим, и шири се према сложенијим аберационим облицима.
У односу на класичну теорију, предност примене Зерникеових полинома је у томе што омогућава изражавање заједничког ефекта аберација различитог реда, које су у класичној теорији раздвојене. Такође, што комбиновањем неограниченог броја различитих облика деформација омогућава да се изразе особине најразличитијих врста аберација, укључујући неправилне аберације стварних оптичких површина, не само аберације идеалних математичких површина, какве су, на пример, коничне површине.

#### Основни оквир
Сваки полином математички описује одређен облик тродимензионалнe деформације таласног фронта - у начелу аберације коничних површина до произвољно високог реда, уз додатак дефокуса и нагиба таласног фронта - које се могу комбиновати по потреби да се постојећи сложени таласни фронт реконструише користећи ове облике деформација. Полиноми, тј. различити облици деформација се збирају користећи тзв. Зернике изразе, у подобним величинама и оријентацијама, док се не добије довољно тачан облик таласног фронта и његових особинa (као што су облик, В-Д и РМС грешка, као и физичка својства заснована на њима - Стрел рацио, функција ширења тачке, функција оптичког преноса, и друге).
Овај поступак се зове уклапање Зернике израза у таласни фронт (понекад се употребљава обрнута терминологија, тј. растављање таласног фронта на Зернике изразе).
 Слика десно приказује основни оквир Зернике аберационих полинома. Облик одступања таласног фронта за сваки полином дат је у односу на раван јединичног круга, која дели облик одступања на два дела са истим просечним одступањем супротног знака (у односу на раван круга), и зато се зове раван нуле или нулта раван (енг. zero mean). Облик одступања је дат у равни круга радијалним координатама ρ и θ, где трећу димензију облика одступања представља само одступање у датој тачки круга (пример одступања горе десно је примарна сферна аберација у најбољој жижи).
Општи облик полинома, тзв. Зернике аберациони израз (енг. Zernike aberration term), састоји се из три дела: 

(1) Зернике ортогоналног полинома круга, који одређује основни облик одступања, 

(2) чиниоца поравнања (енг. normalization factor), којим се различити облици одступања своде на "заједнички именилац", заснован на РМС грешци таласног фронта, чиме се омогућава да се они директно сабирају и одузимају, и 

(3) тзв. коефициента проширења (енг. expansion coefficient), чија је апсолутна вредност једнака РМС грешки таласног фронта.
Ортогонални Зернике полином круга помножен са чиниоцем поравнања представља тзв. ортонормални Зернике полином круга.

#### Својства
Основна својства аберационих полинома Зерникеа су:
- сваки полином представља аберацију у жижи за коју је РМС грешка таласног фронта најмања
- аберациони полиноми Зерникеа имају својство ортогоналности, што је својство функције из ког проистиче да је збир укупних одступања полинома са две стране нулте равни једнак нули (због овог својства Зернике полиноми се такође називају ортогоналне аберације)
- ред аберације одређен је бројним чиниоцем н: полиноми са n=1 су аберације првог реда, или примарне аберације, са n=2 секундарне, са n=3 терцијарне, итд.
- вредност појединачног полинома је сразмерна В-Д грешци таласног фронта, и одређена вредношћу коефицијента проширења, тј. вредношћу РМС грешке таласног фронта приписане полиному
- РМС грешка таласног фронта за било који збир полинома једнака је квадратном корену збира квадрата РМС грешки појединачних полинома

#### Означавање
Сви полиноми су дефинисани са само два бројна чиниоца, позитивна цела броја n и m, где је n највиши изложилац над ρ (бројно једнак изложиоцу над висином тачке у оптичком отвору у оквиру класичне аберационе функције), док m представља обртну угаону учесталост полинома (бројно једнак изложиоцу над висином тачке у равни слике у класичној аберационој функцији). Као што општи Зернике израз говори, облик одступања таласног фронта W дат је збиром неограниченог (произвољног у броју и врсти) полинома одређених у облику њиховим n и m вредностима, и одређених вредношћу коефицијента у величини одступања.
Ова два бројчана чиниоца се такође користе за обележавање Зернике аберација, било у случају аберационог израза, или коефицијента. Први се обично обележава великим словом, у општем облику као Znm, док се други обележава малим словом, у облику znm.
На пример, Зернике аберациони израз за примарну сферну аберацију је Z04, за кому Z13, за астигматизам Z22, док је Зернике чинилац проширења за исте z40, z31 и z22 (за Зернике израз се најчешће користи слово Z, док је избор слова за чинилац проширења више произвољан).
У доњој табели дати су Зернике изрази и њихови основни делови за неколико изабраних аберација.
| АБЕРАЦИЈА                | n | m | ОРТОГОНАЛНИ ПОЛИНОМ | ОРТОНОРМАЛНИ ПОЛИНОМ    | АБЕРАЦИОНИ ИЗРАЗ (Znm)       |
| ------------------------ | - | - | ------------------- | ----------------------- | ---------------------------- |
| Нагиб                    | 1 | 0 | ρcosθ               | 2ρcosθ                  | [2ρcosθ]z11                  |
| Дефокус                  | 2 | 0 | 2ρ2-1               | (√3)(2ρ2-1)             | [(√3)(2ρ2-1)]z20             |
| Сферна, прим.            | 4 | 0 | 6ρ4-6ρ2+1           | (√5)(6ρ4-6ρ2+1)         | [(√5)(6ρ4-6ρ2+1)]z40         |
| Сферна, сек.             | 6 | 0 | 20ρ6-30ρ4+12ρ2-1    | (√7)(20ρ6-30ρ4+12ρ2-1)  | [(√7)(20ρ6-30ρ4+12ρ2-1)]z60  |
| Кома, прим.              | 3 | 1 | (3ρ3-2ρ)cosθ        | (√8)(3ρ3-2ρ)cosθ        | [(√8)(3ρ3-2ρ)cosθ]z31        |
| Кома, сек.               | 5 | 1 | (10ρ5-12ρ3+3ρ)cosθ  | (√12)(10ρ5-12ρ3+3ρ)cosθ | [(√12)(10ρ5-12ρ3+3ρ)cosθ]z51 |
| Астигматизан, примарни   | 2 | 2 | ρ2cos2θ             | (√6)ρ2cos2θ             | [(√6)ρ2cos2θ]z22             |
| Астигматизам, секундарни | 4 | 2 | (4ρ4-3ρ2)cos2θ      | (√10)(4ρ4-3ρ2)cos2θ     | [(√10)(4ρ4-3ρ2)cos2θ]z42     |

#### Графички примери
На слици десно је неколико првих ортогоналних полинома, у виду функције, и у виду целокупне мапе одступања од поредбене сфере. Полиноми са косинусним чиниоцем су дати за cosθ=0, тј. дуж осе аберације, где је одступање највеће (у сва три случаја, нагиба, коме и астигматизма, оса аберације се поклапа са водоравним средишњим пресеком мапе; у случају астигматизма, функција у негативном делу има исти облик као у позитивном, али је обрнута за 90° и пројектује се као линија). У случају радијално симетричних полинома, код којих је косинусни чинилац одсутан, мапа одступања се не мења са обртним углом.
Полиноми постају све сложенији како се n и m увећавају, добијајући додане криве и радијално, и са обртним углом, с чим се и одговарајуће мапе одступања усложњавају.

#### Зернике аберациони израз и В-Д/РМС грешка таласног фронта
Мада аберациони полиноми Зерникеа не изражавају непосредно врх-дно (В-Д) и root-mean-square (РМС) грешку таласног фронта, они користе исти основни облик аберационих израза као класичне аберације, и увек имају одговарајућу В-Д и РМС вредност.
Основни облик полинома у практичној употреби је Зерникеов аберациони израз, чија три дела су ортогонални полином, коефицијент проширења и чинилац поравнања. Ортогонални полином одражава В-Д грешку таласног фронта, коефицијент проширења је једнак апсолутној вредности РМС грешке, док је чинилац поравнања вредност која омогућава непосредно сабирање и одузимање различитих израза.
Пошто се Зернике аберације изражавају као вредност појединих израза, В-Д и РМС грешка нису видљиве. Најједноставнији начин да се до њих дође је да се вредност Зернике израза за дату аберацију подели са чиниоцем поравнања, чиме се добија вредност коефицијента проширења, тј.  РМС грешка као апсолутна вредност коефицијента (који може бити позитиван и негативан).
Пошто је количник В-Д према РМС грешци дат производом чиниоца поравнања и збира апсолутних вредности највећег негативног и позитивног одступања таласног фронта од равни нуле ортогоналног Зернике полинома, за добијање вредности В-Д грешке неопходно је знати вредност овог одступања (које је сразмерно, али не једнако В-Д грешци). За већину аберационих облика В-Д грешка је највећа на ивици таласног фронта (тј. за вредност променљиве полинома ρ=1, у ком случају и сам полином има вредност 1, док је промена знака последица промене θ у cosθ), у ком случају је збир два највећа (позитивна и негативна) одступања 2, дајући као количник В-Д према РМС грешци двоструку вредност чиниоца поравнања. Ово важи за скоро све примарне Зернике аберационе изразе, као и за нагиб и дефокус, и за све изразе вишег реда.
 Једини изузетак је примарна сферна аберација, код које је највеће одступање таласног фронта са једне стране нулте равни за вредност ρ мању од један и, такође, са вредношћу одступања мањом од 1 (слика десно). 
Вредност ρ за највеће одступање у овом случају је одређена тачком за коју је тангента на криву полинома паралелна са x-осом (која сеу овом случају  поклапа са нултом линијом, тј. бочном пројекцијом нулте равни). Ова вредност ρ је она за коју је први извод ортогоналног полинома једнак нули. Према општој дефиницији за функцију облика f(x)=xi први извод је f'(x)=ix(i-1), што у овом случају даје вредност ρ која задовољава 24ρ3-12ρ=0, тј. ρ=0.50.5. Одговарајућа вредност полинома, тј. одступања је -0.5, што значи да је у случају примарне сферне аберације количник В-Д према РМС грешци дат производом 1.5 и чиниоца поравнања.
Веза између Зернике израза и РМС и В-Д грешке таласног фронта сажета је у доњој табели за првих 15 аберационих израза на основу Вајантове шеме ширења (енг. Wyant's Zernike term expansion scheme, поједностављено изостављањем пистона и синусних израза, који су исти као косинусни изузев што синусна функција замењује косинусну; обележавање је поједностављено коришћењем редног броја уместо n и m).
| # | АБЕРАЦИЈА               | _АБЕРАЦИОНИ ИЗРАЗ_ (Z)      | чинилац поравнања (N) | коефицијент проширења (z) | РМС ГРЕШКА (Z/N) | В-Д ГРЕШКА |
| - | ----------------------- | --------------------------- | --------------------- | ------------------------- | ---------------- | ---------- |
| 1 | НАГИБ                   | 2(ρcosθ)z1                  | 2                     | z1                        | Z1/2             | 2Z1        |
| 2 | ДЕФОКУС                 | (√3)(2ρ2-1)z2               | √3                    | z2                        | Z2/√3            | 2Z2        |
| 3 | АСТИГМАТИЗАМ примарни   | (√6)(ρ2cos2θ)z3             | √6                    | z3                        | Z3/√6            | 2Z3        |
| 4 | КОМА прим.              | (√8)[(3ρ3-2ρ)cosθ]z4        | √8                    | z4                        | Z4/√8            | 2Z4        |
| 5 | СФЕРНА прим.            | (√5)(6ρ4-6ρ2+1)z5           | √5                    | z5                        | Z5/√5            | 1,5Z5      |
| 6 | ТРОЛИСТ                 | (√8)(ρ3cos3θ)z6             | √8                    | z6                        | Z6/√8            | 2Z6        |
| 7 | АСТИГМАТИЗАМ секундарни | (√10)[(4ρ4-3ρ2)cos2θ]z7     | √10                   | z7                        | Z7/√10           | 2Z7        |
| 8 | КОМА сек.               | (√12)[(10ρ5-12ρ3+3ρ)cosθ]z8 | √12                   | z8                        | Z8/√12           | 2Z8        |
| 9 | СФЕРНА сек.             | (√7)(20ρ6-30ρ4+12ρ2-1)z9    | √7                    | z9                        | Z9/√7            | 2Z9        |

На пример, ако је вредност Зернике израза 0,2, она у случају примарне сферне аберације значи да је РМС грешка таласног фронта ω=0,2/√5=0,0894, а В-Д грешка W=1,5√5(0,2/√5)=0,3. У случају примарне коме, ω=0,2/√8=0,0707, W=2√8(0,2/√8)=0,4, итд. (у употреби се вредност аберационог израза често назива "коефицијент", што је погрешно са становишта теоретског оквира, у ком је коефицијент само део аберационог израза).
Укупна грешка свих аберационих израза чији збир описује таласни фронт дата је у виду РМС грешке, која је једнака корену збира квадрата РМС грешки свих појединих израза, тј. збира квадрата коефицијената проширења, као:
```
                          

  

    

      

        
ω

        
=

        

          

            
∑

            
(

            

              
z

              

                
n

                
m

              

            

            

              
)

              

                
2

              

            

          

        

      

    

    
{\displaystyle \omega ={\sqrt {\sum (z_{nm})^{2}}}}

  

      (15)
```

Бројчана вредност аберационог израза за дати ниво аберације се мења у зависности од тога да ли је чинилац проширења, као РМС грешка таласног фронта у апсолутној вредности, изражен непосредно кроз дужинске јединице (обично микрометре), или у јединици таласне дужине светлости. У другом случају, вредности аберационих израза и изведених величина, као и за мере грешке таласног фронта уопште, важе само за ту таласну дужину.